# Chetniks
Los chetniks (en serbio: četnici, четници) eran miembros de una organización guerrillera nacionalista, conservadora y monárquica serbia, que debía su nombre a un movimiento serbio de oposición al Imperio otomano del siglo XIX. Durante la Segunda Guerra Mundial, el Ejército Yugoslavo de la Patria (en serbio: Jugoslovenska vojska u otadžbini, JVUO), al que también se llamaba chetniks (por derivación de la palabra serbocroata adaptada del turco - četa, que significa «compañía militar»), fue fundado el 13 de mayo de 1941 en Ravna Gora por el coronel Dragoljub Mihajlović como fuerza leal a la monarquía yugoslava en el exilio tras la derrota yugoslava frente al Eje. Entre los chetniks de Mihailović, aparte de serbios y montenegrinos —que constituían el grueso de las fuerzas—, había un pequeño porcentaje de eslovenos, croatas y bosníacos.
El objetivo del movimiento de Mihailović era establecer una red de unidades guerrilleras que ayudasen a las tropas aliadas a expulsar al Eje de la región cuando se produjese un esperado desembarco en los Balcanes y, a la vez, asegurar que Yugoslavia resurgiese como una monarquía serbia. Los chetniks de Mihailović recibieron el respaldo inicial del Gobierno yugoslavo exiliado y de los aliados y el propio Mihailović fue nombrado ministro de Defensa a comienzos de 1942. Desde el verano de 1941, tuvieron que competir con los partisanos yugoslavos y también desde entonces se acentuó el carácter anticroata y antimusulmán del movimiento, en parte por las matanzas de población Serbia a manos de las autoridades del Estado Independiente de Croacia.
Los chetniks de Mihajlović representaron principalmente a la vieja política serbia en la guerra civil que, en medio del conflicto mundial y la división territorial del país entre los ocupantes y las distintas fuerzas nacionalistas, les enfrentó a las fuerzas revolucionarias controladas por los comunistas yugoslavos. Decididos a crear zonas exclusivamente serbias en Croacia y Bosnia-Herzegovina, unidades chetniks cometieron atrocidades contra croatas, musulmanes y supuestos comunistas en las tres regiones.
Varios de los grupos chetniks colaboraron con las tropas ocupantes italianas y más adelante con las alemanas, principalmente con el objetivo de obtener abastecimiento y armas hasta el esperado desembarco aliado que sería la señal para que se alzasen contra el Eje. La alianza táctica también les permitía enfrentarse en mejores condiciones con sus rivales, los partisanos yugoslavos, que fueron la principal oposición a las fuerzas ocupantes. Aunque fundamentalmente favorables a los aliados, las fuerzas de Mihailović cooperaron con el Eje con el fin —compartido con este— de tratar de eliminar a los partisanos. Así, aunque en teoría favorable a los aliados, la mayoría de las fuerzas de Mihailović en la práctica colaboró con el Eje.
Al tiempo, las fuerzas de Mihailović perpetraron atrocidades contra la población civil, principalmente donde estas acciones conducían a la formación de la «Gran Serbia» que deseaban crear tras la contienda. El movimiento era también antisemita. El objetivo inicial de oponerse a la ocupación del Eje y restaurar la monarquía pronto dejó paso a una guerra en la que la eliminación de los rivales yugoslavos era primordial y los chetniks utilizaron el terror y las matanzas contra la población no serbia y la serbia opuesta al nazismo.
En 1944, cuando estaba clara la derrota del Eje y el avance del Ejército Rojo por Europa del Este, el asunto se convirtió en una auténtica guerra civil entre los partisanos y los chetniks a medida que las tropas alemanas se retiraban del país. Aun así y según varios historiadores, es posible que los partidarios de Tito, una vez llegados al poder, exageraran o distorsionaran algunos hechos para hacer ver a los chetniks como "colaboracionistas" y "traidores" (o "'quislings'").
Derrotado militarmente por las fuerzas de Tito, sin respaldo aliado desde finales de 1943 e incapaz de llegar a un acuerdo con el Ejército soviético que avanzaba contra el Eje en 1944 y 1945, se disolvió como movimiento organizado en los últimos meses de la guerra, por órdenes del rey Pedro II de Yugoslavia. Aun así, varios grupos chetniks continuaron la resistencia anticomunista durante algunos años más.

## Orígenes

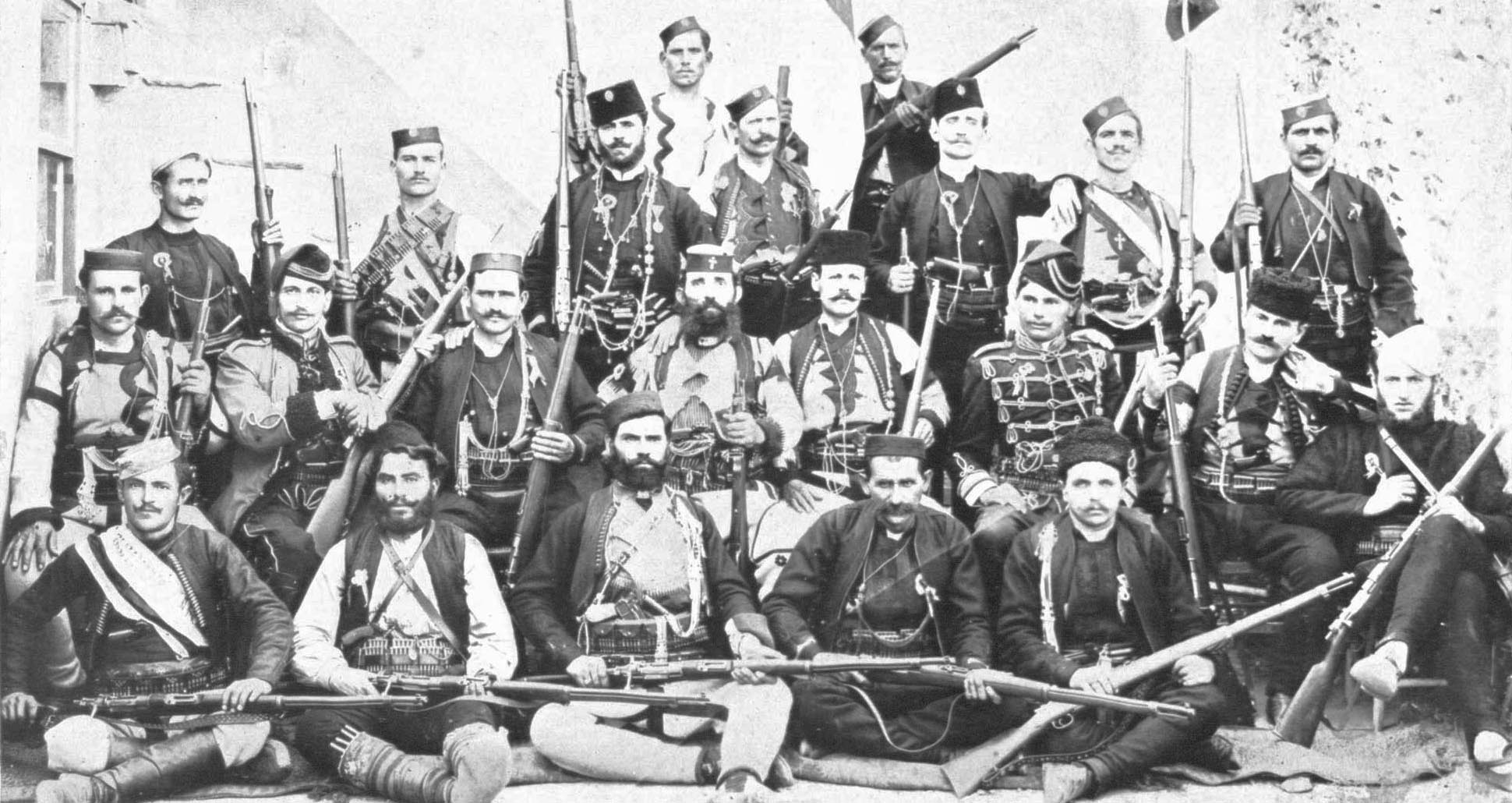
Grupo de chetniks en el, cuando creció su actividad contra el dominio otomano en los Balcanes. Participaron después en las Guerras Balcánicas y en la Primera Guerra Mundial.

La organización chetnik tenía sus orígenes en la lucha contra el Imperio otomano en el siglo XIX, aunque sus actividades guerrilleras y, en ocasiones, de bandidaje, tenían una larga tradición en los Balcanes. Sus acciones, en ocasiones contraproducentes pero idealizadas, mantenían la esperanza de la eliminación del dominio otomano. Estos combatientes, agrupados en bandas guerrilleras llamadas cheta (de donde procedía su nombre) y sometidas a un jefe o «voivoda», tuvieron un papel destacado en las guerras serbias de comienzos del siglo XIX, las Guerras Balcánicas, las disputas por el control de Macedonia y la Primera Guerra Mundial. Las unidades que combatieron en Macedonia —a menudo contra otras similares enviadas por Grecia o Bulgaria— estaban formadas generalmente por un oficial o suboficial del Ejército y por voluntarios, muchas veces también miembros de las fuerzas armadas serbias. En los últimos enfrentamientos mencionados, estas unidades combatían como auxiliares del ejército regular serbio, como exploradores o vanguardia de las unidades militares regulares, ejercían de policía militar rural, de administración temporal de los territorios conquistados, o desempeñaban el papel de guerrillas hostigadoras en territorio enemigo o represoras de la población hostil.
Tras la guerra, quedaron subordinados a un jefe común denominado «voivoda» y contaban con organizaciones locales por todo el país, aunque eran especialmente numerosas en Serbia. En 1921 se creó una asociación de veteranos. Tras una escisión temporal por rivalidades políticas, la organización volvió a unificarse en 1929; antes de esto, la presidencia de la organización escindida pasó a Puniša Račić que, en 1928, asesinó a varios diputados croatas, entre ellos su popular dirigente Stjepan Radić. Los puestos principales en la organización se hallaban en manos de oficiales del Ejército yugoslavo, serbios en su mayor parte. Sus organizaciones de veteranos mantenían estrechas relaciones con organizaciones nacionalistas serbias y yugoslavas. En 1932, la asociación de veteranos nombró presidente a Kosta Pećanac, que la amplió notablemente durante la década, a costa de admitir miembros que no habían formado parte de las unidades guerrilleras.
Los planes militares del alto mando yugoslavo trazados a finales de la década de 1930, sin embargo, no incluían tareas de importancia para la asociación de guerrilleros y sostenían que las funciones que habían desempeñado en los conflictos anteriores debían pasar a otras formaciones (paracaidistas para los hostigamientos, policía militar para el control del territorio, etc). El Ejército no contaba con planes guerrilleros a gran escala en caso de invasión. Aun así, en abril de 1940, las fuerzas armadas crearon un mando de operaciones guerrillero con siete batallones, aunque en abril de 1941, cuando Yugoslavia entró en guerra, apenas seis de ellos existían en la realidad y no se utilizaron como fuerza separada, sino como parte de las unidades regulares, con un batallón asignado a cada ejército. El mando se rindió a los invasores junto con el batallón acantonado en Sarajevo el 18 de abril de 1941. Ninguno de los batallones sobrevivió como tal a la derrota militar.
Al comenzar la invasión del Eje, la organización chetnik se hallaba encabezada por Kosta Pećanac, que se opuso a la resistencia a los ocupantes tras la capitulación yugoslava; los chetniks quedaron divididos en dos: aquellos que seguían la postura de Pećanac y los partidarios de continuar resistiendo a los ocupantes. Las divisiones perpetuaban las diferencias y rencillas que habían caracterizado al movimiento durante el periodo de entreguerras.
Tras el nombramiento del general Milan Nedić como primer ministro títere alemán en Serbia, Pećanac pactó con Nedić. Las unidades de Pećanac, de poca utilidad para el ocupante, alcanzaron los 8745 hombres en abril de 1942; a ellos se unieron parte de las tropas de Mihailović tras la campaña alemana antiinsurgente del otoño de 1941, pero estas tropas, que hicieron que el total alcanzase a mediados de mayo de 1942 los 13 400 hombres bajo Pećanac, contaban incluso con menor confianza de los alemanes; estos temían que el ingreso de estos hombres en las fuerzas legalizadas fuese un mero truco de Mihailović, que volvería a recuperarlos cuando surgiese la oportunidad. Por ello los alemanes comenzaron a desarmar a estas unidades en el verano de 1942 y entregaron su armamento a las fuerzas de Dimitrije Ljotić. Además de los partidarios de Pećanac y de Mihailović, otras bandas menores mantenían su autonomía, enfrentándose a veces entre ellas, mientras que en otras ocasiones veces se subordinaban al Gobierno de Nedić.

## La Segunda Guerra Mundial

### Ideología y características
Las tropas chetniks se inspiraban fundamentalmente en el nacionalismo serbio. Defendieron durante gran parte de la guerra la creación de un gran Estado serbio, libre de aquella población considerada no serbia. La ideología del movimiento era monárquica, anticomunista y contraria a las minorías, que deseaban expulsar de ciertas regiones. Aunque propugnaban la unión de las comunidades en una nueva Yugoslavia que debía incluir a los búlgaros, consideraban que debía imponerse la hegemonía serbia en el nuevo país. Tomando a los comunistas como su principal enemigo, se mostraron dispuestos en ocasiones a pactar con el Eje (italianos y alemanes) y con las autoridades ustachas del Estado Independiente de Croacia. Los partisanos serían los principales rivales por el control del país una vez que los aliados derrotasen al Eje; para aquellos, las fuerzas de Mihailović representaban también el principal enemigo, el representante del viejo orden político, social y económico, que deseaban eliminar de la Yugoslavia de posguerra.
El plan original de Mihailović era crear una organización por todo el país que estuviese dispuesta a tomar el poder ante un desembarco aliado o una clara derrota o debilitamiento alemanes, manteniendo mientras una postura fundamentalmente pasiva ante los ocupantes que evitase represalias contra la población, especialmente la serbia, que había sufrido una durísima ocupación durante la Primera Guerra Mundial.
La popularidad del movimiento se limitaba a la población serbia y montenegrina, y su defensa a un regreso a la situación anterior a la guerra limitaba su atractivo para el resto de comunidades que habían formado Yugoslavia. El movimiento de Mihailović, al contrario que el de Tito, daba una impresión de conservadurismo, en el que las mujeres no tenían papel alguno, y mantenía una estructura de mando descentralizada, en la que la autoridad de Mihailović era a veces poco más que nominal. A diferencia de los partisanos, los dirigentes de los chetniks, muchos antiguos oficiales del Ejército real yugoslavo, no contaban con experiencia previa de combate. Las tropas eran fundamentalmente agrupaciones territoriales de escasa movilidad, reacias a combatir lejos de sus zonas de origen, a excepción de las unidades de elite. La disciplina era en general inadecuada y las rencillas entre los mandos, habituales. A menudo Mihailović y sus ayudantes tenían dificultades en hacerse obedecer; los mandos locales aplicaban sus propias estrategias, trataban los territorios bajo su control como feudos y cooperaban entre sí con escaso entusiasmo.
Sus desmanes contra la población se justificaban a menudo tachando a las víctimas de traidores, lo que daba a las tropas mano libre para las atrocidades. A diferencia de sus enemigos ustachas, sin embargo, la falta de una infraestructura estatal limitó su capacidad de destrucción. A su terror contra la población civil le faltaron métodos que sí emplearon sus enemigos con una administración estatal como las expropiaciones sistemáticas, la discriminación legal de las víctimas o los campos de concentración. Las atrocidades controladas por la dirección chetnik tuvieron el carácter de «limpieza étnica», que debía de eliminar a las minorías de la nueva «Gran Serbia» y a los musulmanes de Yugoslavia, bien mediante la muerte o la emigración.

### Alzamiento contra los ocupantes

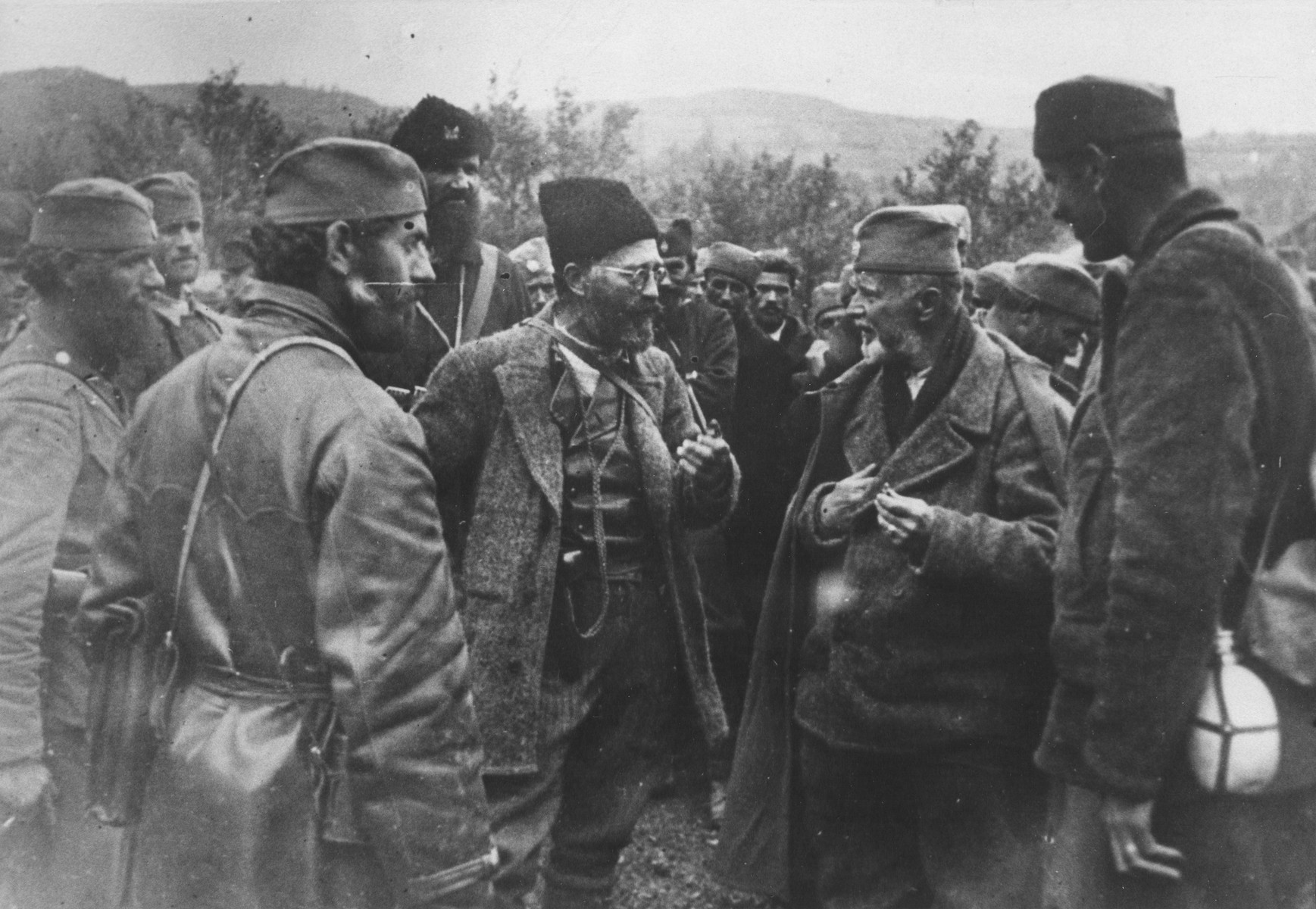
Draža Mihajlović, en el centro, conversando con algunos de sus hombres, en fecha indeterminada tras la Invasión de Yugoslavia.

Inmediatamente después de la rendición yugoslava el 17 de abril de 1941, un coronel del Estado Mayor yugoslavo, Dragoljub Mihajlović, decidió continuar la lucha contra el Eje «a la manera chetnik», acompañado de cierto número de oficiales y tropas del cuartel de Doboj, que se negaron a rendirse. Mihailović se trasladó entonces del norte de Bosnia, donde se hallaba destinado, a la región montañosa de Serbia occidental en busca de mayor respaldo y un terreno favorable a la guerrilla. El 13 de mayo, alcanzó la meseta de Ravna Gora, evitando ser capturado por los alemanes, pero perdiendo por el camino a parte de sus hombres. Le acompañaban únicamente siete oficiales y veinticuatro suboficiales y soldados cuando llegó a su destino. El resto de sus acompañantes cayeron en una emboscada alemana cerca de Užice el 6 de mayo o le abandonaron. Allí Mihailović trató de organizar y extender sus fuerzas; entró en contacto con el campesinado de la zona y ganó pronto la benevolencia de la administración local, especialmente de la gendarmería y la policía. Estas proporcionaron protección y financiación a Mihailović. Poco a poco, numerosos oficiales que no habían sido capturados durante la corta campaña del Eje se fueron uniendo a la organización que estableció el coronel. Mientras este trataba de evitar una operación militar alemana, desperdigaba sus efectivos para extender la organización, cuyo objetivo no era oponerse inmediatamente a los ocupantes, sino esperar la derrota o retirada alemana para tomar el control del país. Se consideraba la única postura realista ante el poderío del Eje, y la más adecuada para los intereses de los aliados. Entre mayo y agosto, la principal actividad de Mihailović y sus partidarios no fue la resistencia activa, sino la organización, el reclutamiento, la creación de depósitos de armas y de la logística necesaria para su movimiento. La organización, que tomó el nombre de «destacamentos guerrilleros del Ejército yugoslavo» (četnički odredi jugoslavenske vojske), no se basaba en realidad en la estructura o en el personal de las antiguas unidades militares chetniks ni en la asociación de entreguerras, pero sí en la tradición guerrillera serbia. En enero de 1942, cuando Mihailović fue nombrado ministro de Defensa del Gobierno en el exilio, sus tropas tomaron el nombre que mantuvieron hasta el final de la guerra, el de Ejército Yugoslavo en la Patria (Jugoslavenska vojska u otadžbini, JVO). El Gobierno en el exilio, deseoso de mejorar su imagen ante los aliados asociándose al movimiento resistente de Mihailović y de facilitar la unificación de las fuerzas opuestas a la ocupación bajo su mando, le ascendió a general en junio de 1942 y le nombró comandante supremo del Ejército yugoslavo.
A comienzos de agosto de 1941, Mihailović formó una junta consultiva civil para su movimiento, el Comité Central Nacional, formado por políticos serbios, algunos conocidos por su intenso nacionalismo.
Tratando de establecer contacto con el Gobierno yugoslavo en el exilio, Mihailović envió un mensajero a Estambul que comunicó a los representantes yugoslavos la creación de su movimiento de resistencia el 19 de julio. A mediados de septiembre, consiguió mantener los primeros contactos por radio con los británicos. El Gobierno del general Dušan Simović, en el exilio, confirmó la estrategia pasiva de Mihailović, cuya tarea debía ser esperar la retirada alemana para asegurar el poder y mientras aumentar sus efectivos y evitar las represalias de los ocupantes. Para esto Mihailović tenía que extender su control a las numerosas bandas acaudilladas por oficiales y políticos que habían surgido por todo el país. La situación de caos fuera de las grandes ciudades que se mantuvo hasta los ataques contrainsurgentes alemanes de noviembre de 1941 permitieron a las bandas armadas extender su poder por el campo y con sus caudillos Mihailović tuvo que negociar para tratar de agrupar las formaciones, con éxito relativo; algunas comenzaron a colaborar con las autoridades alemanas. La incapacidad de Mihailović de controlar todas las bandas armadas teóricamente unidas a su movimiento fue una característica permanente que debilitó su movimiento.
Las diversas bandas se agruparon con relativa claridad en tres grupos sólo a finales de 1941: los partisanos bajo control del Partido Comunista, los chetniks favorables a Mihailović y los chetniks al servicio del Gobierno títere del general Milan Nedić. Sobre las bandas favorables a Mihailović, sin embargo, este no contaba con un control total, sino que variaba de unas a otras, teniendo que alcanzar separadamente acuerdos con sus dirigentes. Los aliados, necesitados de éxitos en una época de reveses militares, presentaron, sin embargo, a Mihailović como dirigente de una resistencia yugoslava unida que no existía en realidad y que, tras la represión alemana del otoño e invierno de 1941, había vuelto a la clandestinidad mientras la guerra civil entre los distintos movimientos se agudizaba.

### Primeras relaciones con los partisanos
Tras la Invasión de la Unión Soviética por Alemania el 22 de junio de 1941, el Partido Comunista de Yugoslavia se levantó contra los ocupantes siguiendo el llamamiento del Comintern. Instalados ambos en territorio serbio, los partisanos comunistas y los chetniks de Mihailović al principio mantuvieron una cierta colaboración. Sus métodos de resistencia, no obstante, eran muy diferentes. Mihailović deseaba formar una organización que estuviese lista para apoyar una entrada de los aliados en Yugoslavia, de acuerdo con las directrices del Gobierno yugoslavo del 22 de julio, que indicaban la futilidad de la resistencia abierta y llamaban a la calma y a esperar el momento propicio para alzarse contra los ocupantes. El Gobierno británico sostuvo inicialmente la misma postura. Por su parte, Tito estaba decidido a atacar directamente al Eje para aliviar el frente soviético.
Las principales acciones de sabotaje del verano de 1941 se debieron por tanto a los partisanos, a los que siguió Mihailović, aunque con reticencia. Ante esta, algunos de los comandantes chetniks decidieron colaborar por su cuenta con los partisanos o pasarse directamente a sus filas. La revuelta de los comunistas hacía inevitable el contraataque alemán, y obligó a las diversas bandas a elegir entre la resistencia activa y la colaboración con la próxima acción alemana contra los insurgentes. Los intentos de Mihailović de frenar las acciones de los comunistas que provocaban a los alemanes fracasaron. A mediados de septiembre, los informes militares alemanes alertaban de que unidades chetniks, en algunos casos en alianza con los comunistas y en otras por su cuenta, habían comenzado a enfrentarse a las fuerzas alemanas, paso necesario para no perder completamente la iniciativa ante Tito. Mientras, los chetniks comenzaron a infiltrarse con notable éxito en la administración del general Nedić.
El 19 de septiembre, Tito y Mihailović se reunieron por primera vez. El encuentro, cordial, acabó, sin embargo, sin un pacto de cooperación, debido a lo irreconciliable de las maneras de entender la mejor manera de llevar a cabo la resistencia de ambos dirigentes. A esta reunión, le siguió otra el 27 de octubre. Para entonces Mihailović se hallaba convencido de lo correcto de evitar los choques directos con los alemanes por las duras represalias contra la población civil que habían comenzado en septiembre, en respuesta a las actividades de los insurgentes. El 16 de septiembre, Hitler había ordenado al jefe del alto mando de las fuerzas armadas alemanas, el mariscal de campo Wilhelm Keitel, ejecutar entre cincuenta y cien rehenes por cada baja alemana. El 10 de octubre, el general al mando de las tropas en Serbia, Franz Böhme, ordenó aplicar la medida en su forma extrema. Se sucedieron una serie de matanzas de civiles, como la de Kragujevac del 21 de octubre, en la que al menos 2300 civiles fueron ejecutados. Miles de civiles acabaron en campos de concentración.
La segunda reunión entre los dirigentes de la resistencia acabó con un pacto de cooperación relativa, aunque sin unificación del mando. Sin embargo, los enfrentamientos entre ambas partes estallaron casi inmediatamente, con un intento infructuoso de los chetniks de hacerse con Užice y su fábrica de armamento, entonces bajo control partisano (1 de noviembre). Al fracasar en su intento, Mihailović trató de conseguir armas de los británicos, que detuvieron el suministro cuando tuvieron noticia de los enfrentamientos con los partisanos. El Gobierno londinense, no obstante, exigía la unificación de fuerzas bajo mando de Mihailović, al que los partisanos debían someterse.
Delegados de Mihailović viajaron también a Belgrado para llegar a un acuerdo con las autoridades militares alemanas con el objetivo de obtener armas a cambio de colaborar contra los partisanos, tratando de evitar a la vez ser objeto de las operaciones militares alemanas contra los insurgentes. El estallido de los enfrentamientos entre partisanos y chetniks impidió al propio Mihailović viajar a Belgrado como se había acordado con los alemanes. En los choques entre ambas facciones, los chetniks llevaron la peor parte, incapaces de tomar las poblaciones bajo control partisano, especialmente Užice, que contaba con una crucial fábrica de armas. Ante los reveses, Mihailović solicitó el auxilio alemán. Mihailović y los alemanes se reunieron el 11 de noviembre cerca de Valjevo, pero no alcanzaron un acuerdo, ante la exigencia alemana de su capitulación inmediata e incondicional.
El 20 de noviembre, partisanos y chetniks firmaron una tregua temporal, hostigados ambos por los alemanes. Fue esta de corta duración, sin embargo, decidiéndose los chetniks a conservar los restos de su organización uniendo sus fuerzas oficialmente a las tropas del Gobierno de Nedić para evitar así los ataques alemanes y poder proseguir al tiempo sus combates contra los partisanos (30 de noviembre de 1941). Las bandas chetniks se convirtieron a partir de entonces en unidades con funciones de policía teóricamente subordinadas al Gobierno títere serbio, mientras mantenían una cierta lealtad a Mihailović. Este no contaba ya con fuerzas bajo su control directo. A comienzos de diciembre, la operación alemana había logrado su objetivo de recuperar el control del campo serbio, de dispersar a las fuerzas rebeldes y acabar con el alzamiento. La mayoría de las fuerzas de Mihailović en Serbia se había convertido en colaboradora activa del Eje, lo que menguó su prestigio entre parte de la población, a pesar de que el propio Mihailović evitó toda apariencia de colaboración con los ocupantes.
Tras las acciones del verano de 1941 y las posteriores represalias alemanas, los chetniks mantuvieron una actitud fundamentalmente pasiva frente a estos. El 8 de diciembre, los alemanes atacaron Ravna Gora, capturaron a unos cuatrocientos chetniks y dispersaron a los restantes, que pasaron a la clandestinidad. El ataque alemán a Mihailović no hizo que a este abandonase su actitud de pasividad ante el Eje y de concentración en combatir a sus rivales partisanos.
Expulsados los partisanos de Serbia por la contraofensiva alemana del otoño, los chetniks se vieron obligados a disolverse como grupo, mientras en el vecino Montenegro, por el contrario, su poder crecía. La imagen de los aliados del poder de Mihailović, muy debilitado por la campaña alemana, era completamente irreal: tras el alzamiento de los partisanos se le exigió una resistencia activa, para la que ya no contaba con medios ni hombres. Su influencia, fuerza y la actividad de sus tropas se había exagerado notablemente. Ignorando esta situación, el Gobierno en el exilio le nombró el 7 de diciembre comandante en jefe del «Ejército Yugoslavo en la Patria».
La campaña alemana pacificó Serbia prácticamente hasta el final de la guerra; los chetniks conservaron la estructura básica de su organización pero evitaron, de igual manera que los partisanos, los ataques hacia los ocupantes, a la vez que se unían en apariencia a las fuerzas de seguridad de Nedić para mantener sus unidades y armamento y evitar la persecución de las autoridades. Por su parte, los alemanes no contaban con fuerzas suficientes para acabar definitivamente con la organización de Mihailović y concentraron sus escasas tropas en otras regiones. En marzo de 1942, rechazaron un armisticio propuesto por Mihalović, que prefería mantener su estrategia de infiltración del Gobierno títere que enfrentárseles abiertamente.

### Situación en Montenegro

Territorios bajo control parcial de las fuerzas de Mihailović en 1942 según la revista Time. La información, incorrecta, fue parte de la intensa campaña de propaganda aliada a favor de Mihailović en 1941 y 1942.

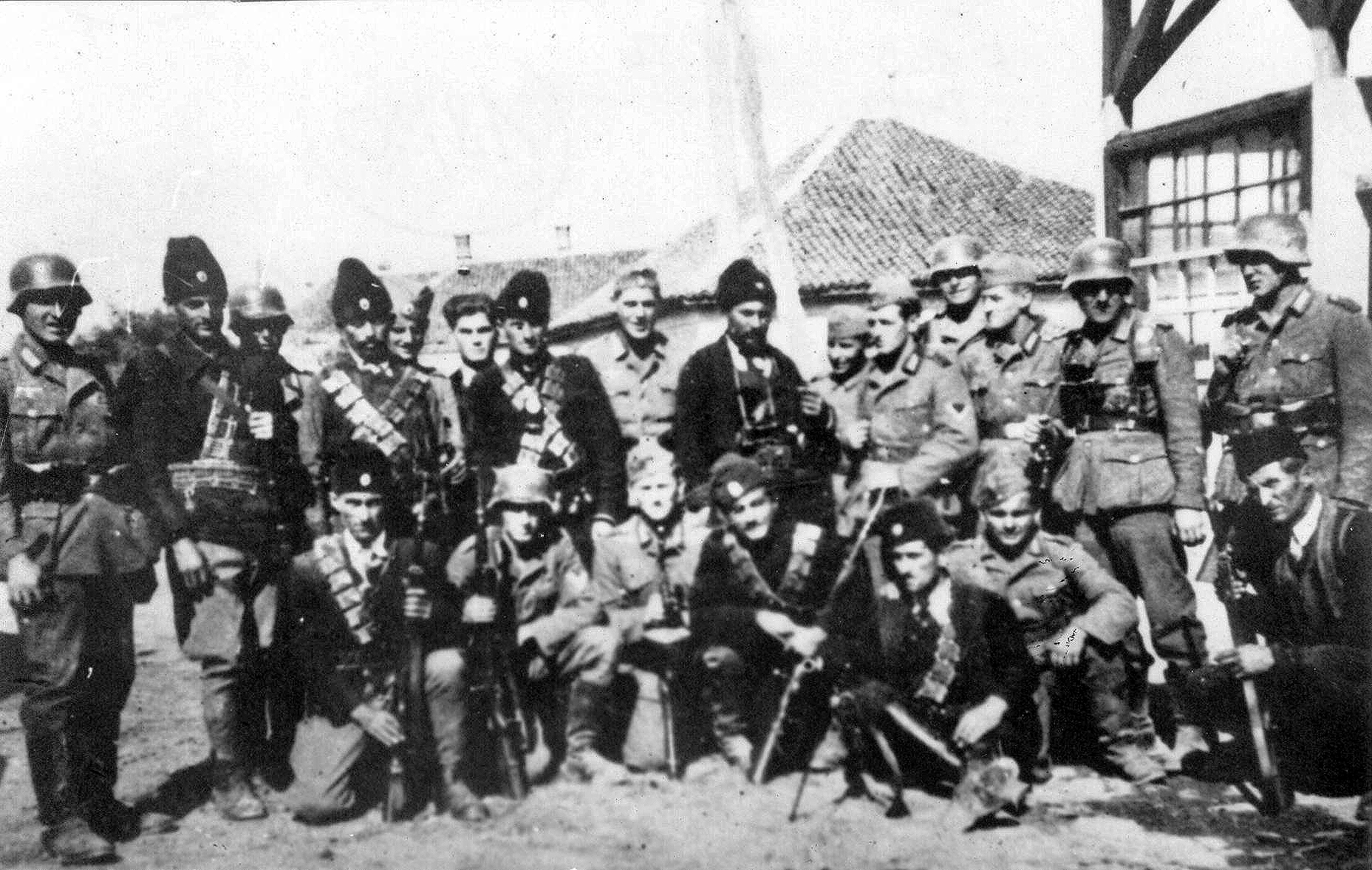
Un grupo de chetniks posa junto a soldados alemanes en un punto indeterminado de Serbia entre 1941 y 1944.

En Montenegro las autoridades italianas trataron de proclamar la independencia de un nuevo Estado títere con la ayuda de los autonomistas montenegrinos pero tuvieron que afrontar inmediatamente una gran revuelta que estalló el 13 de julio. El proceso de Serbia prácticamente se repitió: tras una colaboración de chetniks y partisanos en julio de 1941 que casi arrebató el control total del territorio al Ejército italiano, las desavenencias surgieron en el otoño, cuando este retomó gran parte de la zona perdida. Los oficiales chetniks de Mihailović no crearon las formaciones en la región ni en la vecina Herzegovina o Bosnia occidental sino que, una vez creadas las bandas armadas, trataron, con éxito parcial, de tomar su control.
Al comienzo de la ocupación de la región, que se había convertido oficialmente en un protectorado italiano, estos trataron de apoyarse exclusivamente en la facción opuesta a la unión de Montenegro con Yugoslavia, conocida como «verde» (en serbio: zelenasi), exigua. Al comprobar la negativa italiana a la restauración del reino independiente, la mayoría de los delegados que habían acudido al nuevo Parlamento regional lo abandonaron, iniciándose la gran revuelta el 13 de julio de 1941. Los italianos quedaron aislados en las ciudades, mientras los insurgentes, de toda inclinación política, pasaban rápidamente a controlar el campo y obligaban a los italianos a enviar refuerzos desde Albania.
Con la contraofensiva italiana, los chetniks locales comenzaron a entenderse con las tropas italianas, formalizándose un acuerdo el 6 de marzo de 1942, que siguió a otros acuerdos parciales anteriores. Tito ordenó concentrarse entonces en aniquilar a los chetniks y dejar de lado si era necesario los ataques a las tropas italianas. La ofensiva italiana de marzo, que recibió el apoyo chetnik, eliminó, sin embargo, a sus partidarios en Montenegro. El fracaso de los partisanos en algunas operaciones militares que causó gran número de deserciones y el terror contra la población facilitaron la tarea de las fuerzas italianas y chetniks.
A finales de 1941 y comienzos de 1942, no obstante, el control de los delegados de Mihailović sobre las formaciones no comunistas en Montenegro era escaso. El 9 de marzo, se nombró un nuevo comandante de las fuerzas nacionalistas montenegrinas, el general Blažo Đukanović, al que Mihailović respaldó. Además de sus acciones contra los partisanos, las bandas que en 1942 pasarían a subordinarse a Mihailović se concentraron en atacar a las vecinas poblaciones musulmanas de albaneses y del Sandžak.
En la primavera Mihailović, escondido en Serbia y perseguido por los alemanes, pasó a Montenegro junto con su Estado Mayor, pero sin tropas. Allí el coronel Bajo Stanišić había abandonado la resistencia para pactar con los italianos y permitir sus ataques a los partisanos y adoptado una postura de colaboración aparente con las autoridades mientras mantenía sus contactos con Mihailović y se preparaba para un posible desembarco aliado. Desde mayo las comunicaciones por radio de Mihailović eran descodificas por los alemanes.
En el este, las escasas unidades italianas permitían que Pavle Đurišić controlase la región, también manteniendo un colaboracionismo táctico mientras se hallaba sometido a la autoridad de Mihailović. Sus tropas se dedicaron principalmente a aterrorizar a las poblaciones fronterizas musulmanas, enemigas tradicionales de los montenegrinos. A mediados de 1942, trató de consolidar su control del Sandžak, que los alemanes habían evacuado, con permiso italiano. El objetivo italiano en todos los casos era reducir el número de bajas de sus unidades y utilizar en lo posible a las tropas chetniks para las operaciones militares. El 24 de julio, el comandante de las fuerzas montenegrinas, Djukanović, firmó un acuerdo de colaboración para luchar contra los comunistas y mantener el orden en Montenegro con el general Pirzio Biroli; los italianos reconocían y se comprometían a abastecer tres unidades chetniks de 1500 hombres cada una. El acuerdo se cree que contó con el beneplácito de Mihailović. El pacto permitió a las autoridades italianas concentrarse en controlar las ciudades y las líneas de comunicación mientras las fuerzas chetniks se hacían con el de las zonas rurales de Montenegro. Nuevamente, el objetivo de Mihailović era utilizar la colaboración con los italianos para mantener sus tropas, combatir a los partisanos, y contar con una fuerza lista para actuar junto con los aliados occidentales cuando llegase el momento. Durante el año de colaboración entre los chetniks y Biroli, las fuerzas de Mihailović consistieron en los 3500 auxiliares legalizados y otros varios miles de hombres en armas que participaron en operaciones contra los partisanos. Estas fuerzas estaban en realidad controladas por subalternos de Mihailović (principalmente Stanišić y Đurišić pues Djukanović carecía también de tropas a sus órdenes) y este no contaba con unidades propias bajo su mando directo. Las relaciones entre los oficiales venidos de Serbia con Mihailović y los comandantes locales fueron tensas. Mihailović, instalado cerca de Kolašin, sede de Đurišić, dependía en realidad de este y de la tolerancia italiana, que fingía desconocer su paradero.
En el verano de 1942, la radio Yugoslavia Libre, que emitía desde Moscú, hizo públicas las acusaciones de Tito de colaboracionismo de Mihailović y sus tropas con el Eje. Condenaba también la actitud del Gobierno yugoslavo. La actitud soviética hacia estos comenzaba a cambiar. A partir de entonces hasta comienzos de 1944, la postura soviética fue ambigua: mientras se permitían las acusaciones a Mihailović y sus seguidores, se trataba de mantener relaciones correctas con el Gobierno en el exilio, del que formaba parte como ministro de Defensa. El Gobierno en el exilio siguió exigiendo la subordinación de los partisanos a Mihailović y el fin de las campañas contra este en los medios soviéticos, sin lograr ninguna de las dos.
Mientras y a petición del Gobierno británico, las fuerzas de Mihailović participaron en el otoño y el invierno de 1942 en diversas acciones de sabotaje de la línea férrea que atravesaba los Balcanes y llegaba a Salónica y que servía para abastecer al África Korps; los ataques, que desencadenaron duras represalias alemanas, fueron ensalzados por los aliados. Desde su cuartel general en Montenegro, Mihailović trató de extender su movimiento tratando de subordinar unidades existentes en otras regiones yugoslavas, con éxito relativo. Tuvo que enfrentarse a menudo con la actitud cuasi feudal de muchos de sus teóricos subordinados, a menudo desobedientes y enfrentados entre sí. Sus tropas eran mayoritariamente guerrilleros estacionales que operaban cerca de sus localidades de origen con un componente serbio abrumador que no hacía el movimiento atractivo a otras nacionalidades.

### Cooperación con Italia en el NDH

#### Italia, Croacia y la población serbia

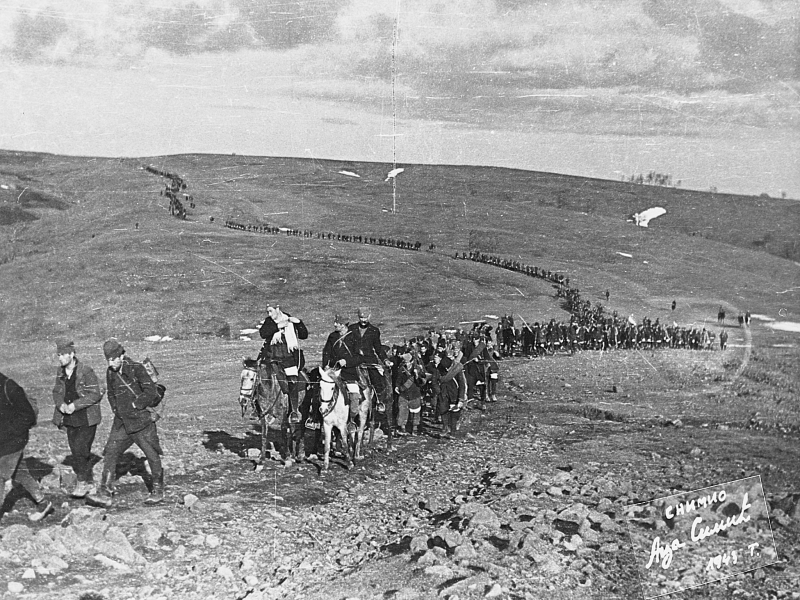
Fuerzas chetnik en marcha: el 2.º Cuerpo de Ravna Gora al mando del capitán Predrag Raković, y el Cuerpo de Rasinski, comandado por el general Dragutin Keserović, marchando hacia Pešter a principios de mayo de 1943. Ambas fuerzas se dirigían a la zona donde se desarrolló la Operación Schwarz pero, según la historiografía relacionada, no llegaron a entrar en combate.

Tras el comienzo de las atrocidades contra las minorías en el Estado Independiente de Croacia (NDH) a finales la primavera de 1941, se formaron grupos rebeldes serbios para defenderse de estas. En las zonas bajo ocupación total o parcial italiana (llamadas «zona II» y «zona III» del NDH), estos pronto alcanzaron un acuerdo con las autoridades militares italianas, que los protegían de los ataques de las autoridades ustachas a cambio de su colaboración en las campañas contra los partisanos. Estas unidades se hicieron famosas por sus crímenes contra la población civil, principalmente contra la población croata y musulmana. El terror, común a todas las facciones envueltas en los combates en Yugoslavia, fue especialmente intenso por parte chetnik en los territorios bajo ocupación italiana, y tuvo su apogeo entre octubre de 1942 y febrero de 1943, aunque los principales ataques contra la población musulmana tuvieron lugar en enero y febrero de 1943 en el Sandžak y el sureste de Bosnia. El terror chetnik se concentró principalmente en tres grupos de víctimas: la población croata en las zonas mezcladas (donde las autoridades croatas, por su parte, también aplicaban el terror contra la población serbia), la población musulmana bosníaca y del Sandžak (también involucrada en las atrocidades contra la población serbia) y los partisanos (quienes también ejercieron el terror contra enemigos reales o supuestos).
En la zona italiana del NDH, la ruptura entre chetniks y partisanos sucedió antes que en otras regiones: los primeros estaban dispuestos a colaborar con los italianos a cambio de la ayuda de estos contra las atrocidades de las autoridades croatas, mientras que para los partisanos ambas fuerzas, croatas e italianas, eran enemigos fascistas.

#### Principales formacioneschetniksen el NDH
La principal unidad chetnik de la región era la división dinara chetnik de Momčilo Đujić, con su centro en Knin, que participó en las operaciones contra los partisanos en las zonas costeras. La unidad agrupó a la mayoría de las fuerzas chetniks de Lika, Dalmacia y Bosnia occidental. Đujić se subordinó a Mihailović, pero no admitió su relevo por un comandante nombrado por este. Colaboró abiertamente con las autoridades italianas hasta la capitulación de 1943 y, a partir de entonces y con la llegada de fuerzas alemanas a la región, con el nuevo ocupante. En Lika la influencia de los enviados de Mihailović era mayor, así como en Eslovenia donde, sin embargo, la importancia del movimiento era escasa.
En Herzegovina, las unidades se hallaban principalmente bajo control de Dobroslav Jevđević, un político miembro de la antigua asociación chetnik de entreguerras, y del coronel Ilija Trifunović-Birčanin, subordinados laxamente a Mihailović, mientras negociaban con las autoridades de ocupación italianas para lograr suministros, armas y su protección contra ataques ustachas. Tanto Jevđević como Trifunović-Birčanin sostenían que lo mejor para proteger a la población serbia era la expansión italiana en el NDH mientras durase la guerra. Los italianos se mostraron relativamente dispuestos a aliarse con las bandas chetniks; sospechaban de sus conexiones con Mihailović y deseaban que se concentrasen en combatir a los partisanos y abandonasen sus ataques a las poblaciones croata y bosníaca. La alianza con los chetniks eliminaba un enemigo y aumentaba las fuerzas disponibles contra los partisanos. A los primeros acuerdos les siguió una colaboración más organizada en todas las regiones bajo control italiano, fruto de las labores del comandante italiano del 2.º ejército en 1942, el general Mario Roatta. En 1942 y 1943, la gran mayoría de las unidades chetniks en la zona bajo control italiano —unos 20 000 hombres— operaron como auxiliares encuadradas en la «milicia voluntaria anticomunista» (milizia volontaria anti comunista, MVAC), abastecidas por el mando italiano y dependientes de divisiones italianas.

#### Acontecimientos en Bosnia y Herzegovina
En Bosnia, la revuelta de la población serbia contra las autoridades croatas del verano de 1941 favoreció al comienzo a los comunistas, única fuerza preparada para una guerra de guerrillas, pero pronto los elementos conservadores, nacionalistas, contrarios a croatas, musulmanes y judíos y opuestos a la influencia urbana que representaban aquellos se agruparon en torno al movimiento chetnik y disputaron el control de los campesinos alzados a los enviados de Tito. La colaboración, a pesar de la presión de Stalin a Tito para que no pusiese en peligro la unidad de la resistencia que debilitaba la retaguardia alemana, era cada vez más difícil y se tornó en enfrentamiento tras la ruptura en Serbia en el otoño de 1941. La influencia del movimiento de Mihailović comenzó en septiembre con el comienzo de la agrupación de bandas hostiles a los comunistas, proceso que nunca finalizó completamente. A pesar de compartir el nacionalismo serbio, los chetniks bosnios eran celosos de su autonomía y los caudillos de las bandas locales a menudo recelaban de los enviados de Mihailović. La principal motivación de miembros de estas unidades era el tradicional odio a la población musulmana, herencia de la oposición entre el campesinado serbio y los terratenientes musulmanes, las desavenencias políticas del periodo de entreguerras y la mezcla de poblaciones.

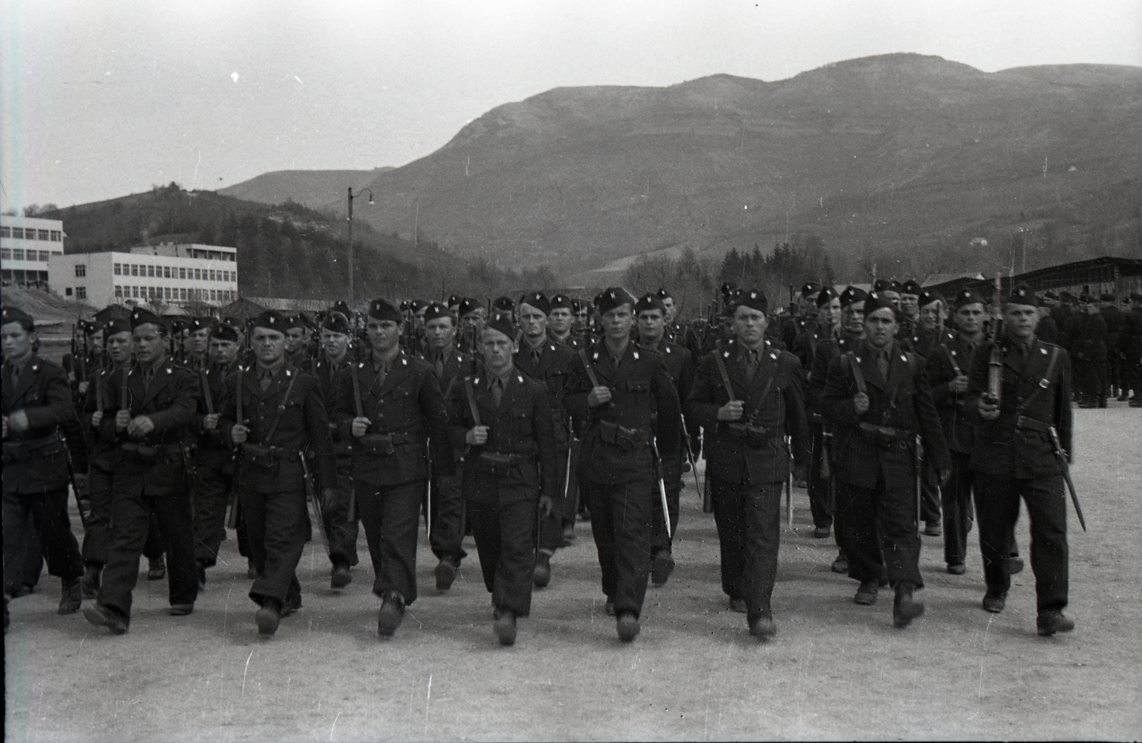
Miembros de la Legión Negra, formada principalmente por refugiados bosníacos de las matanzas chetniks y partisanas en Bosnia oriental. Las atrocidades y la posterior reacción facilitaron la vuelta de la administración ustacha a la región.

Al enfrentamiento en Bosnia oriental entre partisanos y chetniks le siguieron conversaciones entre estos y las autoridades italianas, que terminaron con la cesión de varias localidades de la zona a los chetniks. Estos establecieron una administración títere en el territorio evacuado por los italianos en el que perpetraron matanzas de la población musulmana, similares a las ustachas más al oeste y parte del plan de eliminación de las poblaciones no serbias aprobado por Mihailović. Las matanzas, apoyadas por algunas unidades partisanas a pesar de la ruptura entre sus direcciones, llevó a una reacción de la población musulmana contra ambos movimientos que permitió a Pavelić conservar Sarajevo y recuperar el control parcial de la Bosnia oriental, que estaba a punto de abandonar. El resultado fue la formación de la Legión Negra, formada principalmente por refugiados musulmanes huidos de Bosnia oriental.
En el este de Bosnia, el enviado de Mihailović para tomar el control de las unidades de la zona, el mayor Jezdimir Dangić, cuyo primer objetivo fue la protección de la población serbia de la región de los ustachas, recibió desde el comienzo el respaldo del Gobierno de Nedić y mantuvo buenas relaciones con los alemanes, con los que evitó enfrentarse. La tibia cooperación con los partisanos de los últimos meses del verano dio paso a una polarización de las fuerzas y Dangić ordenó a las suyas —unos 10 000 hombres, en realidad mandadas por caudillos locales— no estorbar las operaciones germano-croatas contra Tito que a finales de enero de 1942 barrieron a los partisanos y los empujaron al sur, hacia la zona bajo control italiano. La cooperación de Dangić y los alemanes, mal vista por las autoridades croatas y algunos mandos alemanes, acabó en abril con su arresto y envió a Polonia tras un viaje del mayor a Serbia para entrevistarse con representantes de Nedić y comandantes chetniks. Por las mismas fechas, las autoridades croatas, incómodas por las negociaciones con Dangić y preocupadas por la posibilidad de perder el control de la zona, enviaron allí a la Legión Negra, que infligió importantes pérdidas a las fuerzas chetniks y cometió atrocidades contra la población serbia.
Entre febrero y junio de 1942, los chetniks de Mihailović llevaron a cabo una fructífera campaña de eliminación de las fuerzas partisanas en Bosnia, fundamentalmente mediante la subversión de sus unidades en Bosnia oriental de manera que a mediados de verano las fuerzas de Tito en la región habían quedado reducidas a unos seiscientos hombres y de las seis unidades originales solo una no se había pasado a Mihailović; numerosas unidades auxiliares hicieron lo mismo. Partisanos y chetniks se disputaban el control de las mismas unidades, sin que existiese una clara separación territorial entre ambas partes. El ideal nacionalista serbio que propugnaba la eliminación de las demás poblaciones de Bosnia y su anexión a Serbia resultó más atractivo para la mayoría de las tropas campesinas serbias que el internacionalismo partisano. Desde la primavera de 1942, el conflicto en Bosnia cambió: de un enfrentamiento entre comunidades en el que la población serbia (bien encuadrada en unidades chetniks o partisanas) aquel se transformó fundamentalmente en un enfrentamiento entre partisanos (teóricamente multiculturales pero hasta el otoño de 1943 fundamentalmente serbios) y una incómoda alianza oficiosa entre las unidades chetniks y las autoridades ustachas, que compartían un nacionalismo mononacional. El acuerdo entre el Gobierno croata y las unidades chetniks en la zona contaba con el respaldo de los alemanes, que deseaban aglutinar a las fuerzas antipartisanas. A pesar de este patrón general, ciertas bandas chetniks y musulmanas oscilaron entre el apoyo a los partisanos y al movimiento de Mihailović —lo que facilitó la infiltración mutua y los intentos de subversión de las unidades— y algunos miembros de las comunidades bosnias ofrecieron su apoyo a las unidades donde eran minoría (serbios a las fuerzas de Pavelić y croatas y musulmanes a las de Mihailović). A lo largo de la primavera y el verano de 1942, las autoridades croatas y las de ocupación trataron de mostrarse más conciliadoras con la población serbia y suscribieron varios pactos con unidades chetniks que culminaron en el gran acuerdo del 31 de agosto entre el «Estado mayor de los Destacamentos Chetniks Bosnios» que representaban a diversas bandas de Bosnia central y septentrional y las autoridades croatas; este pacto se extendió más tarde a otras regiones bosnias. Las unidades chetniks aceptaban la autoridad estatal del NDH, se comprometían a cooperar en las operaciones contra los partisanos y, a cambio, recibían el reconocimiento del control de sus zonas, tratamiento médico o beneficios para sus familiares en caso de muerte. Aparecieron entonces miniestados serbios bajo control chetnik dentro del Estado croata como solución al problema multicultural bosnio. A finales de 1942, el espionaje aleḿmán calculaba que existían acuerdos con unidades chetniks que incluían a unos 10 000 combatientes y en enero de 1943 el Estado Mayor croata dividía a los chetniks fundamentalmente entre aquellos que colaboraban con las autoridades italianas y aquellos que habían llegado a un acuerdo con las del NDH.
En Bosnia occidental, al contrario que en la oriental, el enfrentamiento entre los partidarios de Tito y de Mihailović se saldó inicialmente con el triunfo de los primeros, en parte gracias a la ausencia de grandes operaciones del Eje en su contra, a diferencia de lo que ocurrió en la zona oriental de la región con la segunda y tercera ofensivas contra los partisanos. La organización chetnik en la zona, una coalición de caudillos militares, no pudo competir con la de los partisanos y se mostró incapaz de coordinar operaciones de acuerdo a un plan común. Sin la capacidad de los partisanos de crear unidades volantes que se pudiesen concentrar lejos de las zonas de origen de las tropas, los comandantes chetniks adoptaron alianzas con las autoridades croatas para tratar de equilibrar la ventaja partisana, con buenos resultados en algunos combates; Bosnia siguió en disputa durante todo 1942.
En Herzegovina, la retirada de la administración croata y el hundimiento del poder partisano debido al terror contra la población permitió que las fuerzas chetniks tomasen el control de la región desde mediados de 1942 hasta finales de 1943. La debilidad de la administración ustacha, la eliminación de las unidades partisanas y la disposición de alemanes e italianos de permitirles controlar la región pareció facilitar la consecución del ideal chetnik de anexión futura de Bosnia-Herzegovina en una «Gran Serbia», pero las desavenencias entre sus caudillos, la mala organización, las rivalidades entre serbios y serbobosnios, una administración plagada de simpatizantes de los partisanos y la incapacidad de lograr el respaldo de la población no serbia frustraron esta posibilidad. La organización siguió siendo fundamentalmente una laxa alianza de caudillos de bandas campesinas serbias que controlaban sus propios territorios y que se extendía no solo por Bosnia y Herzegovina, sino también por las regiones croatas con población serbia.

#### Operaciones contra los partisanos y colaboración con Italia
En abril de 1942, las unidades chetniks ya colaboraban en las operaciones italianas contra los partisanos. Los ataques de los partisanos a las bandas de lealtad dudosa empujaron a muchas a aliarse con los italianos para lograr su protección. Durante el verano, los chetniks contaban con unos 10 000 hombres bien armados, considerados oficialmente como tropas auxiliares de los italianos.
En el otoño de 1942, Italia trató de convencer a las autoridades del NDH de permitir una gran campaña contra los partisanos en la que participasen las formaciones chetniks que colaboraban con sus tropas. Tras una negativa inicial, el beneplácito alemán permitió llevar a cabo la campaña en octubre, en la que participaron unidades croatas, dos divisiones alemanas, una italiana y unos 3000 chetniks. La operación fue mucho menor de lo que deseaba Mihailović y los chetniks pronto se dedicaron a atacar a la población croata y musulmana. Las promesas a los italianos no se correspondían con la realidad sobre el terreno, manteniéndose la hostilidad a los no serbios. Los propios enviados de Mihailović sostenían esta postura. En el otoño, se constató la creciente dependencia de Mihailović de los italianos y su capacidad de supervivencia solo por la desunión de sus adversarios. Su intento de acabar con los partisanos utilizando al Eje fracasó. A finales de 1942, los chetniks sólo eran fuertes en Montenegro y en Herzegovina, donde reinaba el caos de la guerra civil.
El desembarco aliado en el Magreb hizo que los italianos estudiasen la retirada parcial de sus tropas para proteger Italia y cediesen temporalmente ciertos territorios evacuados a los chetniks en noviembre. La colaboración entre Italia y los chetniks continuó, a pesar de la retirada italiana hacia la costa. Mihailović —que conocía los tratos de sus mandos con las autoridades italianas— se negó a la solicitud británica de comenzar acciones de sabotaje contra los italianos, aprobó tácitamente los acuerdos con estos y obtuvo a través de los representantes locales armas y financiación de ellos. Los británicos conocían la cooperación entre las fuerzas de Mihailović y los croatas, italianos y serbios de Nedić ya a finales de 1942 pero no fue hasta el principio de las operaciones en el norte de África —que comenzaron en noviembre de 1942— cuando cobraron relevancia por la posibilidad de que estas continuasen con asaltos a Italia o los Balcanes. Los continuos esfuerzos británicos para poner fin a esta colaboración, a los combates con los partisanos y para concentrar las fuerzas de Mihailović en la lucha contra el Eje fracasaron.
En Bosnia occidental, las bandas armadas no comunistas no llegaron a ser controladas por Mihailović a pesar del envío de representantes por este. A finales de 1942, Mihailović había fracasado en el intento de controlar las bandas paramilitares bosnias, no contaba con una fuerza militar independiente en Serbia y únicamente tenía unos 20 000 hombres en armas en Montenegro y Herzegovina, dependientes del apoyo o tolerancia italianos. Sus principales actividades eran la preparación del alzamiento en caso de invasión aliada, la colaboración con el Eje contra los partisanos, y la guerra civil contra las poblaciones no serbias, principalmente musulmanas y croatas de Herzegovina y las regiones vecinas a Montenegro.
En enero de 1943, el jefe del Estado Mayor de Mihailović, el mayor Ostojić, informaba de la inclusión de las tropas hercegovinas de Petar Baćović y las montenegrinas de Pavle Đurišić, que se preparaban para participar en la gran operación Weiss contra los partisanos con apoyo y logística italianos. Mihailović deseaba eliminar a sus adversarios partisanos de la zona y tomar en control en lo que debía ser la retaguardia del Eje en caso de desembarco aliado. En total, entre 12 000 y 15 000 chetniks combatieron junto a los italianos en la campaña. En contra de lo pactado con los alemanes, los italianos no sólo no cesaron su apoyo a los chetniks, sino que se aprestaron a utilizarlos como tropas de choque en la campaña contra los partisanos, presentándolos como «unidades de voluntarios». Los montenegrinos de Bajo Stanišić y Đurišić incluso fueron transportados hasta Herzegovina en trenes italianos.
Hacia la tercera semana de marzo de 1943, la operación Weiss había fracasado en su objetivo de aniquilar a los partisanos y los chetniks se habían mostrado incapaces de sostener el frente del río Neretva frente a los embates de aquellos y al avance alemán, que se detuvo para refrescar a las tropas. Con los italianos reacios a combatir y los alemanes agotados de su avance hacia el sur, los combates se convirtieron en un enfrentamiento entre las tropas de Tito y las de Mihailović. La pausa en el avance alemán le permitió al primero concentrarse en aplastar a las tropas del segundo, que fueron cediendo poco a poco sus posiciones en Herzegovina entre finales de marzo y comienzos de abril. Para disgusto de los chetniks, los italianos no apoyaron su resistencia al avance de las tropas de Tito y se fueron retirando hacia la costa. El 25 de marzo de 1943, los partisanos tomaron el cuartel general chetnik en la zona, Nevesinje, y los intentos chetniks de lograr ayuda italiana para retomarlo o evitar avances mayores fracasaron. Đurišić trató de detener el paso a los partisanos hacia Serbia y el Sandžak pero fue derrotado a mediados de marzo cerca de Kalinovik. A finales de mes, se hallaba en Foča con unos 4500 hombres, pero con armamento y pertrechos insuficientes por la negativa italiana a mantener sus suministros. Los italianos anunciaron entonces su intención de abandonar el Sandžak y se retiraron de Foča, que continuó siendo el centro de la batalla entre chetniks y partisanos hasta mediados de abril, ya perdido el control de Herzegovina por los chetniks. Por esas fechas, los partisanos habían comenzado a penetrar Montenegro, hasta entonces bajo control chetnik.
A finales de la primavera de 1943, se apreció el fracaso del intento de Mihailović de aplastar a los partisanos con sus 20 000 mejores hombres y con colaboración del Eje y de tomar posiciones cerca de la costa ante la posibilidad de un desembarco aliado. No habiendo logrado el control de las tropas no partisanas de Bosnia, donde Momčilo Đujić era el principal caudillo, había perdido el control de Herzegovina y debilitado su posición en Montenegro. Su control sobre las tropas que aún tenía era frágil; abundaban las deserciones a los partisanos o el regreso de unidades a sus regiones de origen a pesar de las órdenes de sus oficiales. El colaboracionismo táctico de Mihailović ahuyentaba también a los más radicales, que preferían la resistencia más clara de Tito. Para rematar el empeoramiento de la situación de la organización de Mihailović, el coronel británico de enlace Bailey informó de un discurso de Mihailović de finales de febrero en el que indicaba su intención de mantener su colaboración con los italianos, criticaba duramente a los británicos y expresaba claramente sus prioridades: la lucha contra ustachas, partisanos y musulmanes y, sólo más adelante, contra alemanes e italianos. Las declaraciones disgustaron profundamente a los británicos y reforzaron su convicción de que debían respaldar a los partisanos, aunque aún sin abandonar a Mihailović.
Entre el fracaso de la operación Weiss y la rendición italiana en septiembre de 1943, el movimiento de Mihailović se fue desintegrando rápidamente; perdió el control de la mayoría de sus subordinados en las regiones occidentales de Yugoslavia. Las operaciones militares en Bosnia a comienzos de 1943 causaron graves bajas a los partisanos, pero destruyeron el movimiento chetnik en la zona. A pesar de que el número de efectivos apenas disminuyó, a finales de 1943 la organización había quedado disuelta en la práctica en una miríada de grupúsculos armados que Mihailović ya no controlaba. Los combates en Montenegro a finales de marzo y comienzos de abril supusieron una dura derrota para los chetniks ante los partisanos de Tito, de la que no lograron recuperarse. Poco después la operación Schwarz debilitó aún más al movimiento, que hubo de evacuar Montenegro y trasladar su cuartel general nuevamente a Serbia el 13 de mayo de 1943. Unos 1500-2000 hombres al mando de Pavle Đurišić fueron desarmados y enviados a campos de prisioneros por los alemanes y un grupo similar de montenegrinos fue desarmado a finales de mayo. En total, Mihailović perdió unos 7000 hombres en las operaciones germano-italianas de mayo. La campaña no solo supuso el fin del sueño de Mihailović de unificar las regiones occidentales con el resto y aniquilar a las fuerzas de Tito en Bosnia occidental, sino que incluyó nuevas atrocidades contra la población musulmana de Bosnia-Herzegovina y el Sandžak, aunque en ocasiones esta se incluyó en sus fuerzas para enfrentarse a ustachas y comunistas; esta cooperación puntual táctica, sin embargo, fue la excepción a la actitud generalmente genocida del movimiento hacia la población musulmana.
La colaboración con los italianos empeoró a partir de mayo cuando Mussolini cedió a las presiones alemanas para desarmar a las unidades chetniks. Jevdjević fue arrestado, los alemanes pasaron a ocupar Mostar y el 1 de junio de 1943 acabó oficialmente la colaboración italiana con los chetniks de Herzegovina que aún existían. La muerte de Trifunović Bircanin debilitó la estructura del JVO en Dalmacia y la llegada de un nuevo delegado de Mihailović no logró enderezar la situación. El número de chetniks en la zona bajo control italiano, donde dos tercios actuaban como auxiliares de los italianos, se redujo drásticamente durante las operaciones Weiss y Schwarz según los cálculos del Ejército italiano. En Montenegro, los italianos rescindieron los acuerdos con los comandantes chetniks y desencadenaron una ofensiva contra ellos en mayo, temiendo un ataque de estos a las posiciones italianas.
En junio, en la fase final de la operación Schwarz, los británicos sopesaban la posibilidad de enviar el grueso de su ayuda, hasta entonces escasa, a los partisanos en vez de a las fuerzas de Mihailović. Aún las opiniones estaban divididas. En junio por primera vez un oficial de enlace británico acusó a Mihailović de colaboración con los alemanes y no sólo con los italianos, sin conocer las conversaciones que también los partisanos habían mantenido con los alemanes en la primavera.
A diferencia de los partisanos, Mihailović raramente acompañaba a las tropas y no contaba con un mando centralizado efectivo. Tras la rendición italiana en el otoño de 1943, las bandas chetniks de la zona pasaron a cooperar con los nuevos ocupantes alemanes. Estos, que inicialmente planeaban arrestar a los dirigentes chetniks como posibles enemigos si se producía un desembarco aliado en la costa, pronto abandonaron estos planes y comenzaron a cooperar con las fuerzas chetniks de la zona, fundamentalmente por la incapacidad de las fuerzas croatas de enfrentarse a los partisanos. Interesados en la cooperación entre chetniks y autoridades croatas para facilitar el enfrentamiento con los partisanos, los mandos alemanes tuvieron, sin embargo, que esforzarse a menudo para asegurar la cooperación de las dos partes y evitar choques. Las relaciones entre las dos partes continuó siendo tensa, a pesar del interés mutuo en concentrarse en combatir a los partisanos y evitar los combates entre sí, que se reflejó en diversas órdenes. A pesar de los repetidos intentos de las autoridades croatas de someter o dispersar las unidades chetniks y de las órdenes de Berlín en este sentido, los mandos alemanes en el NDH lograron continuar la cooperación con estas unidades por su utilidad como auxiliares en los combates con las fuerzas de Tito mediante diversos subterfugios.

### Crisis en Montenegro
Mientras las unidades chetniks eran expulsadas de Herzegovina en la primavera de 1943, en Montenegro, su última posición fuerte, se debilitaban progresivamente. Las mejores tropas se encontraban destinadas en el NDH en los combates con los partisanos, la provincia se hallaba agotada por las luchas de 1941, las zonas de población musulmana eran abiertamente hostiles a los chetniks y la posibilidad de aumentar el reclutamiento de tropas en la región era escasa; los exiguos nuevos reclutas se negaban además a alejarse de sus poblaciones de origen.
A comienzos del verano de 1943, los chetniks perdieron también el control de Montenegro y parte de sus tropas se pasaron a los partisanos. La débil alianza de Mihailović con los federalistas de Krsto Popović quedó disuelta y los pocos partidarios de Mihailović que se mantuvieron como tales pasaron al Sandžak en junio donde se encontraron con la hostilidad de la población musulmana. Los intentos del único subordinado relevante de Mihailović que quedaba en la región, el general Blago Djukanović, de reclutar sustitutos de las tropas perdidas en los combates en el NDH fracasaron.
La disolución de la organización de Mihailović en Montenegro le aisló en la práctica de las formaciones de Yugoslavia occidental, donde los antiguos caudillos tanto militares como civiles perdieron el control de las tropas a manos de dirigentes locales.

### Evolución en Serbia y rendición italiana
En el verano de 1942, los chetniks llevaron a cabo una corta campaña de sabotaje —exagerada en los informes enviados a Londres—, que pronto concluyó ante el temor de nuevas represalias alemanas. En septiembre los alemanes comenzaron a detener a los agentes de Mihailović infiltrados en la administración serbia y sus grupos de sabotaje lo que debilitó su frágil organización reconstruida tras la supresión del invierno de 1941. Disolvieron además gran parte de las formaciones paramilitares legales que acogían a partidarios de Mihailović y arrestaron a las de lealtad dudosa. La propaganda británica a su favor, el cambio paulatino en el rumbo de la guerra a favor de los aliados, el anticomunismo de Mihailović y el no tener que enfrentarse activamente a los alemanes habían facilitado la tarea de infiltración de los seguidores del JVO en la administración colaboracionista serbia. A pesar de que la administración no entorpecía las actividades del JVO en el campo, este no contaba con grandes fuerzas en armas. Las represalias alemanas del otoño y el invierno pusieron fin al periodo de renovada actividad resistente del JVO en Serbia.
En junio de 1943, tras la pérdida del control de Montenegro y una breve estancia en el Sandžak, la jefatura chetnik pasó de nuevo a Serbia. El regreso de los dirigentes del JVO devolvió el protagonismo en la zona al movimiento de Mihailović que, sin embargo, tuvo que enfrentarse a la persecución renovada de la administración colaboracionista de Nedić y de los propios alemanes, que trataron de diezmarlo. Mihailović permaneció en Serbia hasta septiembre de 1944 y trasladó constantemente su cuartel general. Las acciones de sus unidades en Serbia eran, no obstante limitadas, evitaban en general los choques con las fuerzas alemanas y se centraban en combatir a los comunistas y a los seguidores de Ljotić. Aumentó además la crítica y denuncia de la administración del general Nedić, al que JVO tachaba de traidor. La administración local estaba cada vez más controlada por el JVO allí donde no se encontraban fuerzas de ocupación, al igual que la Guardia Estatal.
Mihailović ordenó en julio, tras el relevo de Mussolini por el rey de Italia, la preparación de una ofensiva para desarmar a las unidades italianas y la toma de posiciones cercanas a la costa ante un probable desembarco aliado. La orden reflejaba la falta de conocimiento de aquel de la situación real en el oeste del país, donde los chetniks ya no podían competir con los partisanos, los italianos estaban avisados de las intenciones del dirigente chetnik y muchos de sus subordinados se oponían al ataque de las fuerzas italianas. Cuando se produjo la rendición italiana, los chetniks fueron incapaces de aprovechar la ocasión; la mayor parte del armamento y de las posiciones italianas quedaron en manos de alemanes y partisanos. Ni chetniks ni partisanos habían recibido aviso alguno de los aliados de la inminente rendición italiana. A finales de septiembre y octubre, las fuerzas de Mihailović pusieron en marcha una serie de afortunadas operaciones contra las fuerzas del Eje que, sin embargo, cesaron pronto y desilusionaron a los británicos, que consideraron que aquel seguía siendo demasiado pasivo frente al Eje.
Entre junio y julio, cuando los partisanos evacuaron Montenegro, los chetniks volvieron a controlar parte del territorio, especialmente las zonas montañosas contiguas a Serbia. Sin embargo, Tito había acabado con las últimas formaciones chetniks de Montenegro que no se habían pasado a los alemanes hacia finales de octubre de 1943. Djukanović y Stanišić murieron en los combates. El resto de dirigentes que habían permanecido en el oeste de Yugoslavia huyeron para evitar ser capturados por los alemanes o desaparecieron. Aunque las tropas chetniks posiblemente no disminuyeron en número, su dirección se desintegró en el oeste y sus enemigos aumentaron rápidamente en número (80 000 partisanos más gracias al armamento capturado a los italianos y siete nuevas divisiones alemanas), mientras que la pérdida del apoyo italiano no pudo remplazarse ante la falta de abastecimiento de los aliados.
Tras la rendición italiana, la importancia del movimiento de Mihailović desapareció, siendo su amenaza al Eje en Serbia insignificante y acomodándose las unidades que sobrevivían en el oeste con los alemanes, que las utilizaron como fuerzas auxiliares contra los partisanos. Mihailović ya no controlaba estas tropas, que eran vigiladas estrechamente por los alemanes. Los dirigentes occidentales a la vez trataron de recabar la ayuda de Nedić tanto en Montenegro como en Bosnia oriental, mientras que los alemanes, ante la debilidad de los chetniks y la posibilidad de utilizar a las diversas bandas como formaciones auxiliares contra Tito, permitieron el rearme parcial de algunas y liberaron incluso a Đurišić, que pasó a colaborar con Nedić en el suroeste de Serbia y el norte de Montenegro. La debilidad chetnik se debía a una serie de acontecimientos: las derrotas a manos de los partisanos entre marzo y mayo de 1943 en el NDH, el desarme de diversas unidades en Montenegro y Bosnia-Herzegovina por el Eje —de escasa utilidad ya para los italianos y rechazadas por los alemanes— o la marcha de Mihailović a Serbia. Sólo en esta continuaba teniendo su movimiento fuerza considerable.
En Serbia uno de los principales lugartenientes de Mihailović trató infructuosamente de alcanzar un acuerdo con los alemanes que sustituyese a las fuentes de suministro italianas. Al comienzo, Hitler y el alto mando alemán rechazaron el pacto con los chetniks a pesar de la necesidad de aumentar sus fuerzas en los Balcanes por la desaparición de las fuerzas italianas, que pensaban erróneamente poder sustituir con nuevas unidades croatas.
A finales de octubre de 1943, cesaron los lanzamientos de material aliado para los chetniks. Por las mismas fechas, los alemanes finalmente recibieron el permiso de Berlín para tratar con los chetniks para oponerse a la creciente fuerza de los partisanos; se cerraron diversos acuerdos con varias unidades chetniks, probablemente con el permiso tácito de Mihailović que, sin embargo, no participó personalmente. Estos acuerdos, firmados por lugartenientes de Mihailović que este no castigó, favorecieron temporalmente a las fuerzas chetniks en Serbia: las protegieron de los ataques de los alemanes, obtuvieron de estos cierta cantidad de armamento, medicinas y tratamiento para sus heridos, facilitaron el reclutamiento en las zonas bajo control alemán y de Nedić y produjeron un aumento de la lucha contra los partisanos. Diversas unidades chetniks recibieron además oficiales de enlace alemanes y asesoramiento militar en algunas operaciones. Mihailović, sin embargo, siguió negando la colaboración entre sus fuerzas y las del Eje, negativa que respaldó el Gobierno yugoslavo en el exilio, que desconocía los acuerdos en Serbia. La actitud hacia los alemanes de los diversos comandantes chetniks no fue, sin embargo, uniformemente favorable; algunas unidades continuaron atacando a las unidades de Nedić e incluso a los alemanes y siguieron sus actividades de infiltración de la administración colaboracionista serbia.

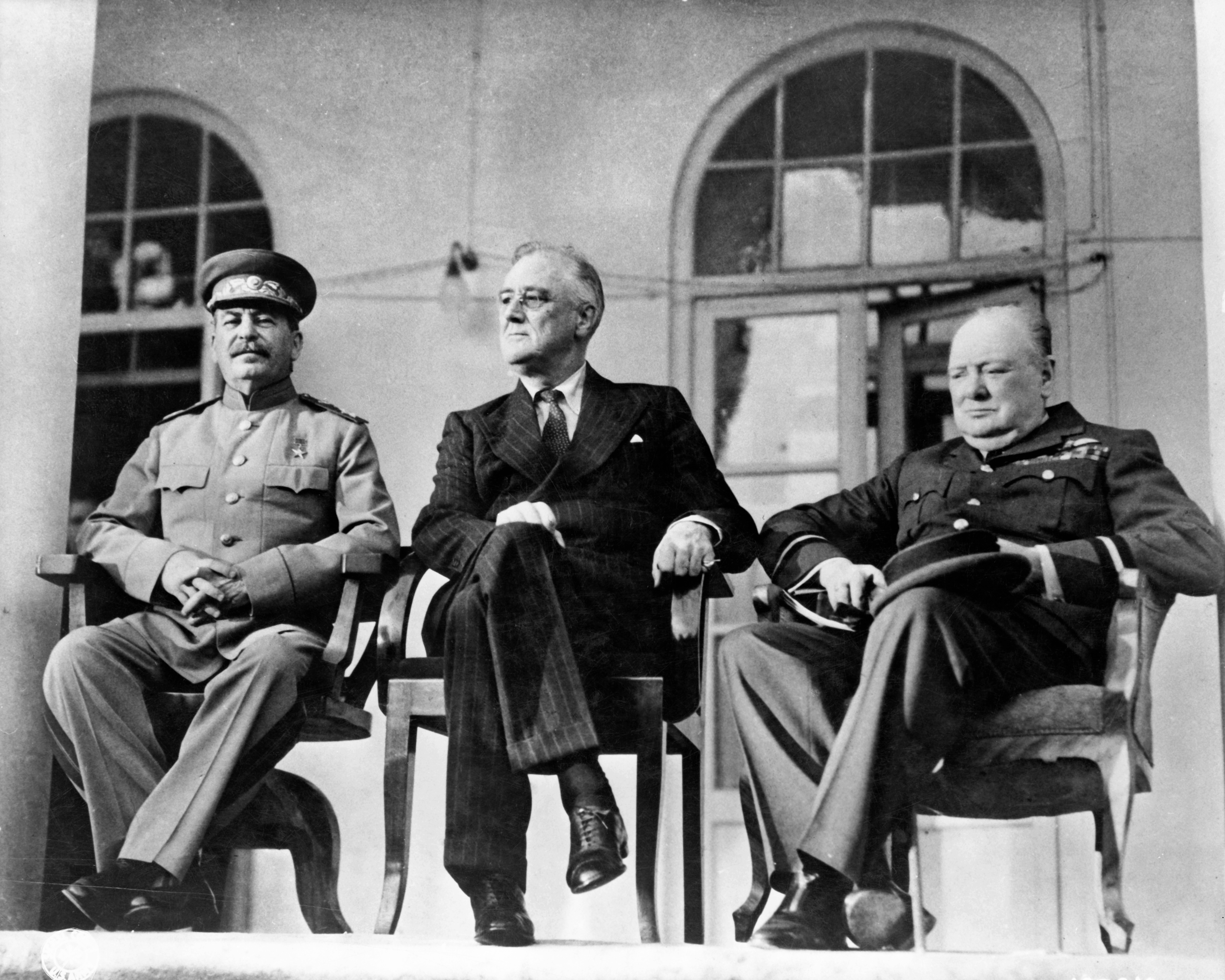
Stalin, Franklin Roosevelt y Winston Churchill en la Conferencia de Teherán de finales de 1943. La conferencia fue uno de los hitos en el cambio de política aliada sobre Yugoslavia que pasó de apoyar a los chetniks a respaldar a los partisanos.

Las conclusiones favorables a Tito de la Conferencia de Teherán en diciembre de 1943 acentuaron la tendencia al colaboracionismo con los alemanes de muchas unidades chetniks, de las que Mihailović perdió el control. A mediados de diciembre de 1943, Churchill ordenó el traslado de las unidades de enlace británicas a los partisanos y el abandono de los chetniks de Mihailović, sobre los que los alemanes y Nedić aumentaban rápidamente su control. El envío de suministros cesó por completo. Los oficiales de enlace abandonaron el territorio controlado por los chetniks a comienzos de 1944 —los últimos abandonaron las unidades en mayo—.
Para tratar de contrarrestar el aumento del poder político de Tito y de recuperar el apoyo aliado, principalmente el estadounidense, Mihailović formó en diciembre una nueva organización civil de apoyo a su movimiento, la «Unión Nacional Democrática Yugoslava Chetnik» (en serbio: Jugoslavenski Demokratiski Narodni Zajedniki). A mediados de enero de 1944, se convocó el congreso de San Sava, que debía definir los objetivos del movimiento, en competencia con los de los partisanos. Comenzó en la localidad de Ba, cercana a Ravna Gora, el 25 de enero, tras meses de preparativos, con la intención de presentar un programa alternativo al de los partisanos, que disipase la imagen de militarismo, nacionalismo y vuelta al pasado que envolvía al movimiento de Mihailović. Los delegados, que debían dar apariencia de pluralidad democrática frente a la imagen de ultranacionalismo serbio, apenas comprendían a 6 no serbios de un total de 274. Las mociones aprobadas defendían la restauración de la monarquía, la división federal del país en tres unidades (serbia, croata y eslovena, con autonomías internas apenas definidas) y la instauración de un régimen parlamentario democrático, pero dejaban sin definir claramente los límites territoriales de las nuevas divisiones y apenas abordaban el problema de las minorías. El congreso sirvió para reforzar el prestigio de Mihailović entre las unidades chetniks y frenar temporalmente las tendencias colaboracionistas, produciéndose enfrentamientos con las unidades del Gobierno serbio en enero y febrero, pero no logró arrebatar la iniciativa política en Yugoslavia a la formación de Tito. A finales de febrero, los alemanes rescindieron los acuerdos con los chetniks, insatisfechos con los resultados y con las infracciones sufridas, pero siguieron colaborando oficiosamente con las fuerzas de Mihailović cuando lo estimaron conveniente. La agitación renovada, el aumento limitado de los sabotajes (aunque evitando el choque directo con el ocupante), el ataque a los restos de la administración colaboracionista de Nedić y los intentos de establecer lazos con políticos musulmanes y croatas no lograron restablecer el apoyo aliado a los chetniks.

### Resistencia y colaboración en Serbia
Ante la intención de Mihailović de mantener sus unidades en Serbia y evitar la invasión de la región por los partisanos, pronto retomó la colaboración táctica con alemanes y tropas de Nedić y participó junto a estos en el rechazo del avance de Tito sobre Serbia en marzo de 1944. Los choques entre todos los contendientes (partisanos, chetniks, unidades búlgaras y alemanas) eran confusos y tanto partisanos como chetniks trataban de evitar el combate con las fuerzas ocupantes.
Mihailović no tenía capacidad de enfrentarse al Eje sin poner en peligro su posición frente a los partisanos y trataba de mantener sus unidades listas para tomar Belgrado cuando comenzase la retirada alemana. Ante la llegada inminente de los ejércitos soviéticos a la región y los continuos ataques partisanos, los dirigentes anticomunistas yugoslavos en Serbia (el primer ministro Nedić, el fascista Dimitrije Ljotić y lugartenientes de Mihailović) comenzaron en abril a plantear la colaboración permanente contra ambos enemigos. Mihailović aprobó el acercamiento, considerando a los comunistas como su mayor enemigo. En abril, un mes antes de la retirada de la misión de enlace británica, ésta informaba de la pasividad de las fuerzas de Mihailović frente al Eje, de la propaganda chetnik sobre la alianza del movimiento con los anglo-estadounidenses y de la consideración de los partisanos como el principal enemigo. En mayo el propio Mihailović —que contaba aún con el respaldo abrumador de la mayoría de la población de Serbia— confesaba a uno de sus subordinados que, incapaz de hacer frente a la vez al Eje y a los partisanos, había ordenado evitar los enfrentamientos con el primero para poder enfrentarse a los segundos, que trataban de cruzar el Drina para infiltrarse en Serbia. Durante la tregua oficiosa entre alemanes y chetniks, los últimos oficiales de enlace británicos regresaron a Italia a finales de mayo de 1944. La cooperación entre alemanes y chetniks, no obstante, era inestable y los primeros realizaron algunas operaciones de castigo contra unidades de Mihailović que consideraban habían actuado contra sus fuerzas o las de sus aliados a lo largo del año, aunque no fueron muy numerosas. Tras el éxito de las operaciones contra las dos divisiones partisanas en la frontera serbia que obligaron a estas a retirarse al Sandžak, la colaboración entre chetniks y alemanes continuó ya que las necesidades de ambas partes seguían persistiendo. También en mayo, Djurić, que mandaba fuerzas chetniks al sur de Serbia y en el norte de Macedonia, desertó a los partisanos con gran parte de sus hombres tras ser destituido y arrestado por Mihailović. En el Sandžak, Đurišić logró rechazar el avance partisano entre enero y marzo gracias a las fuerzas liberadas por los alemanes, pero no penetrar en Montenegro. En junio formó una unidad de cerca de 7000 hombres, el Cuerpo Montenegrino de Voluntarios, una fuerza auxiliar alemana, mientras seguía sometido a Mihailović. Sus fuerzas resistieron a los partisanos hasta mediados de septiembre.
A mediados de julio de 1944, el rechazo de Mihailović al nuevo Gobierno en el exilio de Ivan Šubašić le forzó a tratar de obtener ayuda de los alemanes, ante el respaldo británico a Šubašić y a Tito. Uno de sus lugartenientes se reunió con el jefe del Estado Mayor alemán en el sureste, el general Felber; en la reunión afirmó la ruptura de su organización con los británicos y solicitó abastos para combatir a los partisanos. Felber se mostró favorable pero Hitler prohibió el suministro excepto de pequeñas cantidades de armamento para operaciones concretas. A mediados de agosto, los representantes de Mihailović lograron un acuerdo de abastecimiento de armamento de Nedić pero a finales de mes su situación militar era desesperada ante los continuos ataques partisanos. Por su parte los alemanes se preparaban para evacuar Serbia ante la pérdida de Rumanía y Bulgaria a finales del mismo mes.
Mientras, los norteamericanos enviaron una misión de enlace a Mihailović que llegó el 2 de agosto de 1944, a pesar de que desde mayo los británico-norteamericanos no respondían a las comunicaciones de este. El principal objetivo de los norteamericanos era organizar la evacuación de pilotos que habían sido derribados y habían sido acogidos por unidades chetniks (la llamada operación Halyard). Junto con los evacuados Mihailović envió unos representantes para tratar de recuperar el apoyo aliado, en vano. Ese mismo mes y ante la inminente llegada de los ejércitos soviéticos a la frontera yugoslava, Mihailović ordenó la movilización general de sus unidades para ayudar a estos en sus operaciones contra los alemanes a partir del 1 de septiembre. Se llevaron a cabo diversos ataques contra fuerzas alemanas y búlgaras pero esto llevó a desproteger la retaguardia ante los partisanos, que desencadenaron a comienzos de septiembre una nueva ofensiva para penetrar en Serbia. Las unidades de Mihailović quedaron atrapadas entre las fuerzas del Eje a las que atacaban y las fuerzas de Tito, como antes les había sucedido a estas. El 20 de agosto, Mihailović se había reunido en secreto con Nedić, quien trató de convencerle infructuosamente de mandar un frente anticomunista que incluyese sus propias fuerzas, con apoyo y armamento alemán, para lo que contaba con el beneplácito de los mandos militares alemanes de la región, pero no con el de Hitler, que rechazó de plano la propuesta dos días más tarde. Ocho días más tarde, el rey le había privado de su cargo de jefe del Estado Mayor del Mando Supremo, orden que Mihailović había calificado de añagaza para evitar la entrada de las fuerzas soviéticas en territorio yugoslavo, antes de que los aliados occidentales le respaldasen abiertamente contra los comunistas.
Ante la comprometida situación de alemanes y chetniks, el representante alemán Hermann Neubacher aprobó la unión de fuerzas el 4 de septiembre de 1944, mientras que Mihailović ordenaba cesar cualquier hostigamiento a los alemanes. El 12 de septiembre, el rey Pedro hizo un llamamiento por radio en el que anunció la destitución de Mihailović como comandante en jefe del 29 de agosto y ordenó el apoyo al Ejército de Liberación Nacional de Tito, lo que supuso un gran golpe a las unidades chetniks. El rey había hecho el anuncio tras fuertes presiones británicas y del Gobierno en el exilio. Parte de las unidades chetniks abandonaron entonces a Mihailović, mientras que otras, la mayoría, permanecieron para seguir combatiendo a los comunistas.
El 28 de septiembre, el Ejército soviético atacó a los alemanes en Yugoslavia, mientras que Tito lograba finalmente derrotar a las unidades de Mihailović que bloqueaban su avance hacia Serbia en el oeste; fracasó por poco en la captura del propio caudillo chetnik. A finales de mes, las unidades de Mihailović habían sido derrotadas o se hallaban completamente desperdigadas ante el avance simultáneo de soviéticos y partisanos. Para cuando el Eje perdió Belgrado, las fuerzas de Mihailović habían sido derrotadas o se encontraban muy debilitadas, a pesar de la unión de la Guardia Estatal Serbia, con unos 6500 hombres, el 6 de octubre. Incapaces de cooperar con los soviéticos —que exigían el desarme y el sometimiento a Tito—, a finales de octubre comenzaron a retirarse al oeste de Serbia y al Sandžak. Más tarde, el grueso de las fuerzas pasó al noreste de Bosnia, tras pasar por el Sandžak. La Guardia Estatal serbia, aliada ya por entonces de Mihailović, se retiró junto con las unidades de este. La retirada, mal coordinada, comprendió al menos a varios miles de personas, algunos combatientes y otros civiles que se retiraron junto a Mihailović y los restos de sus tropas. El plan chetnik consistía en mantener el control de algún territorio alejado de la línea de avance soviética y esperar la deseada llegada de los aliados occidentales, aunque los distintos comandantes discrepaban sobre cuál era la más conveniente (Mihailović prefería Bosnia septentrional, Đurišić, Montenegro y otros se concentraban en la Bosnia suroriental).
El 1 de noviembre, la misión de enlace estadounidense fue evacuada tras las protestas de Tito por la presencia de oficiales aliados con Mihailović, al que se consideraba colaboracionista. Mihailović rechazó salir del país con McDowell, convencido de que los aliados cambiarían de actitud y volverían a respaldarle. En octubre y noviembre, Mihailović ofreció a los aliados 50 000 hombres para combatir bien en Yugoslavia, bien en el extranjero, pero no recibió respuesta.
La actuación de Churchill contra la guerrilla comunista griega en diciembre de 1944 volvió a reavivar temporalmente las esperanzas chetniks de lograr el apoyo de Gran Bretaña o Estados Unidos, que crecieron al conocerse el acuerdo sobre esferas de influencia entre el primer ministro británico y Stalin, que definía Yugoslavia como una zona de acción mixta. Estas esperanzas resultaron ilusorias, y las tropas chetniks trataron a finales de 1944 de trasladarse al territorio aún controlado por los alemanes y sus aliados; encontraron grandes dificultades, como las órdenes alemanas de desarmar a las unidades chetniks y la hostilidad de los ustachas croatas a permitirles el paso por su territorio para tratar de concentrarse principalmente en Eslovenia junto con las tropas colaboracionistas eslovenas y las serbias de Nedić y Ljotić.

### Derrota final
Tras la caída de la región de Knin en manos de los partisanos en diciembre de 1944, las unidades de Đujić pasaron a Eslovenia —donde ya se encontraban los chetniks de Lika al mando de Jevđević desde noviembre— en enero de 1945 con ayuda alemana pero hostigados por los ustachas y terminaron por rendirse a los aliados en el norte de Italia a principios de mayo de 1945. En conjunto, ambos contaban con unos con unos 8000 hombres. En esta zona se concentraban diversas fuerzas favorables al Eje provenientes de diversos puntos de Yugoslavia que esperaban poderse unir ahora a los aliados.
El 3 de enero de 1945, Mihailović ordenó la concentración de fuerzas en Bosnia septentrional, a la vez que hacía vanos llamamientos a los soldados croatas y miembros de las milicias musulmanas para unirse a su movimiento; sus intentos de limitar los desmanes contra estas poblaciones y los contactos con los alemanes fracasaron. Mihailović y algunos de sus lugartenientes se negaron a trasladarse a Eslovenia y pasaron con dificultad a Bosnia. No rechazó, sin embargo, el plan que siguieron algunos de sus oficiales de mover sus tropas a esa región, teóricamente para tomar el control de la zona, esperar el regreso del rey y la llegada de británicos y estadounidenses y evitar la captura de la región por soviéticos y partisanos. La dureza del invierno, que produjo numerosas bajas por frío, hambre y una epidemia de tifus en enero de 1945 mermó aún más las fuerzas que se hallaban aún con Mihailović.
Las fuerzas al mando de Mihailović se trasladaron en enero de la cordillera de Majevica a Trebava, donde permanecieron unos dos meses. Allí se les unieron más de 7000 hombres del Cuerpo Montenegrino de Voluntarios —formado por Neubacher para combatir a los partisanos en Montenegro y el Sandžak— y unos 3000 civiles al mando del teniente coronel Đurišić, por orden de Mihailović. Đurišić se había retirado de Montenegro ante el avance partisano. Hacia abril la mayoría de los lugartenientes de Mihailović respaldaban la concentración de fuerzas en Eslovenia —pergeñada principalmente por Dimitrije Ljotić— y las tropas de Đurišić (unos 9000 hombres) trataron de trasladarse allí, tras romper oficialmente con Mihailović. Pronto cayó en una emboscada de los ustachas y perdió dos tercios de ellos en una batalla el 1 de abril al norte de Banja Luka en la que murió.
A comienzos de abril, un representante alemán se reunió con Mihailović para proponer la rendición de las fuerzas alemanas a los aliados, que Mihailović comunicó al cuartel general aliado en Caserta, sin recibir respuesta. A comienzos de mes, Tito había formado un nuevo Gobierno que había sido inmediatamente reconocido por las tres grandes potencias aliadas. Incapaces de lograr el apoyo de los aliados a pesar de sus reiterados esfuerzos, las unidades de Mihailović continuaron su colaboración con los alemanes contra las fuerzas de Tito. Mihailović dependía de los alemanes para obtener suministros y estos deseaban evitar ataques chetniks a sus fuerzas en retirada y colaboración en sus combates con los partisanos.
El 11 de abril, Mihailović y sus escasos seguidores (entre 8000 y 12 000 según los diversos autores) decidieron regresar a Serbia y avisaron de ello a Đujić en Eslovenia. Dos días más tarde, comenzaron la marcha y trataron de simular que se dirigían a Eslovenia para confundir a los partisanos. Tres columnas se dirigieron hacia el Drina. A mediados de mayo, sus fuerzas fueron destruidas cerca del nacimiento del Drina (10 de mayo de 1945). Mihailović perdió la mitad de los cerca de 6000 hombres que formaban la agrupación y el resto fue casi aniquilado dos días más tarde. Se vio entonces forzado a desbandar las fuerzas restantes y pasar a la clandestinidad, escondiéndose en Bosnia oriental; fue finalmente capturado por unidades de Tito el 12 de marzo de 1946.
Los británicos rechazaron dar asilo a los 8000 supervivientes de las tropas de Đurišić y los devolvieron a Maribor donde fueron capturados por los partisanos. A finales de mayo de 1945, restos de las tropas de Đurišić, Jevdjević, Ljotić y colaboracionistas eslovenos fueron devueltos también a Yugoslavia. La mayoría de los cabecillas chetniks desaparecieron en manos de los partisanos —probablemente fusilados— o fueron juzgados y ejecutados; unos pocos escaparon a territorios controlados por británicos y americanos. Mihailović, tras su captura en marzo de 1946, fue juzgado, condenado por alta traición en Belgrado y ejecutado el 26 de julio de 1946.

## Mihailović y los aliados

### Apoyo exclusivo de los aliados
Los primeros contactos entre las fuerzas de Mihailović y los aliados tuvieron lugar por radio a mediados de agosto de 1941. A finales de mes, un político serbio del Partido Agrario se presentó en Estambul como representante del coronel y encargado de establecer contacto con los aliados. Estos decidieron enviar un oficial de enlace, el capitán británico D. T. Hudson, al que acompañaron dos oficiales yugoslavos que más tarde se convirtieron en estrechos colaboradores de Mihailović, a pesar de su nula experiencia en la guerra de guerrillas o en la guerra terrestre en general —eran oficiales de aviación—.
Hudson, con instrucciones precisas de indagar la disposición de las fuerzas enemigas y averiguar qué grupos ofrecían resistencia a los ocupantes, alcanzó el cuartel general de Mihailović en Ravna Gora a finales de octubre de 1941, guiado por bandas de partisanos. Hudson confirmó la amplitud del movimiento dirigido por Mihailović, su actividad contra el Eje y aconsejó la entrega de dinero, armamento y pertrechos, pero la falta de aviones para realizar el suministro limitó notablemente la ayuda aliada. Esta debía servir para sostener la resistencia, pero no para extenderla tanto como para provocar represalias alemanas. En cualquier caso, la zona era de interés secundario para Estados Unidos y Gran Bretaña, situación que sólo cambió en el invierno de 1942-1943. Estados Unidos mantuvo una actitud de distancia respecto de los acontecimientos en Yugoslavia; reconoció al Gobierno exiliado, pero no aportó ayuda material a Mihailović.
A pesar de la ofensiva alemana del otoño que afectó a partisanos y chetniks, Hudson no logró la unión de los dos movimientos, posición oficial británica; el Gobierno en el exilio, por su parte, deseaba una subordinación de todas las fuerzas resistentes a Mihailović. La ofensiva acabó por dividir a Tito y Mihailović: mientras el primero pasó a Bosnia y mantuvo un acoso constante a los ocupantes en una guerra de guerrillas gracias a su experiencia en España, Mihailović optó por la pasividad relativa y la infiltración de las fuerzas colaboracionistas serbias. La actitud de Mihailović no debía únicamente evitar las represalias contra la población, sino que también debía permitirle organizar su movimiento, cooperar con los aliados cuando estos comenzasen sus operaciones a gran escala en Yugoslavia y asegurar el regreso del rey y del Gobierno exiliado. La ofensiva alemana desbarató las comunicaciones entre Yugoslavia y el exterior hasta comienzos de 1942. Para entonces Mihailović informó de los enfrentamientos con los partisanos, que preocuparon a Londres; este trató en vano de recabar el apoyo soviético para obligar a Tito a cooperar con Mihailović. Moscú pronto acusó a Mihailović de colaborar con el Gobierno de Nedić y, aunque Londres rechazó las acusaciones, comenzó a dudar de su fiabilidad. Londres, aunque decidió apoyar exclusivamente a Mihailović, conocía su pasividad a principios de noviembre de 1941; la decisión no se debió a razones militares, sino de política a largo plazo, para establecerlo como cabeza de la resistencia, debilitar a los partisanos y tratar de someter a los comunistas a su jefatura. La actitud pasiva de los chetniks contaba, sin embargo, con el beneplácito del Gobierno yugoslavo pero con la oposición, vana, del SOE. Desde comienzos de 1942, la BBC había comenzado a convertir a Mihailović en un héroe de la resistencia en sus emisiones. A falta de recursos para atender a Yugoslavia a la vez que a otros frentes considerados más importantes, la ayuda británica se centró principalmente en la propaganda. Mientras, las comunicaciones interceptadas del Eje indicaban que los partisanos continuaban enfrentándose a los ocupantes en Eslovenia y el NDH, situación que continuó durante la primavera y el verano de 1942 según la información recogida de estas fuentes. A finales de agosto, el director del espionaje militar británico afirmaba que la mayoría de las acciones de resistencia las realizaban los partisanos, pero que Mihailović conservaba sus fuerzas para cuando tuviese lugar un alzamiento general contra el enemigo.

### Acercamiento de los aliados a los partisanos
En septiembre de 1942, se envió un nuevo enlace a Mihailović, al tiempo que se le animaba infructuosamente a aumentar sus operaciones contra las comunicaciones del Eje. La llegada de un nuevo equipo de radio aumentó la información disponible a los aliados, que pudieron confirmar la actitud fundamentalmente pasiva y de espera de operaciones aliadas de envergadura de Mihailović y su concentración en la extensión de su organización por el país. Los oficiales británicos confirmaron además los acuerdos de colaboración entre los lugartenientes montenegrinos de Mihailović y las autoridades italianas de la región. Ante la escasez de material enviado a Mihailović por la falta de transportes, el SOE de El Cairo decidió interpretar estos acuerdos como una artimaña para utilizar a los italianos, aunque aconsejó vigilar si los pactos iban más allá que la mera obtención de abastos. Para entonces las diversas fuentes disponibles a los aliados confirmaban que, aunque las unidades de Mihailović realizaban algunas operaciones menores, la mayoría de los ataques a las fuerzas del Eje las llevaban a cabo las fuerzas de Tito. A pesar de que esto no llevó a un cambio inmediato de la actitud británica hacia Yugoslavia, sí se sopesó la conveniencia de respaldar a estas otras unidades, aún con el objetivo de reunirlas bajo el mando único de Mihailović. En la Navidad de 1942, un nuevo oficial de enlace, S. W. Bailey, llegó hasta el cuartel general chetnik. Esto, sin embargo, no aumentó los suministros como Mihailović esperaba —debido nuevamente a la escasez de aviones, dedicados a la guerra antisubmarina y las operaciones en Libia— ni puso fin a la propaganda favorable a los partisanos. Bailey confirmó los informes de Hudson sobre la pasividad y colaboracionismo de Mihailović. La desilusión de Mihailović condujo a las graves declaraciones del 28 de febrero de 1943 que causaron grave preocupación en Londres. El 29 de marzo, Churchill solicitó un cambio de actitud de Mihailović, insinuando que lo contrario podría conducir a que los británicos dejasen de apoyarle en exclusiva. Mihailović, animado por su propio Gobierno, envió una disculpa poco convincente. Hasta comienzos de 1943, la información disponible a SOE sobre los partisanos y sus actividades era muy escasa y se limitaba sobre todo a las comunicaciones el Eje interceptadas, poco compartidas por razones de seguridad. Las agencias británicas responsables de la política yugoslava se encontraban divididas entre los favorables a los chetniks y aquellos que respaldaban a los partisanos.
La resistencia partisana al Eje en la operación Weiss favoreció su causa y animó a los británicos (especialmente a las agencias que tenían información interceptada sobre la operación) a contactar con los partisanos y a reforzar las dudas sobre la efectividad de Mihailović, algunas de cuyas tropas habían participado en la operación cooperando con los italianos. La gran diferencia de bajas de los partisanos y de los chetniks —mucho menor— durante la operación Schwarz, destinada en teoría a eliminar a las fuerzas de Mihailović, reforzaron la intención de los militares de comenzar a abastecer a Tito y sus fuerzas y debilitaron la causa de Mihailović, que volvía a aparecer como fundamentalmente pasivo ante el Eje.
Mientras, las misiones de enlace con los partisanos confirmaron la actividad de estos y la colaboración de los lugartenientes de Mihailović en Yugoslavia occidental. La importancia de las acciones de los partisanos llevó al Gobierno de Londres a abandonar su respaldo exclusivo a Mihailović y comenzar a abastecer también a Tito. Durante la primavera y el verano de 1943, Bailey logró extender las misiones de enlace por unidades chetniks en Serbia y Macedonia. Estas confirmaron la pasividad de las fuerzas en las que estaban destinadas. A comienzos del verano, el Estado Mayor británico en Oriente Próximo se había convencido de que los partisanos constituían la principal resistencia al Eje en Yugoslavia. A finales de junio y principios de julio, Churchill decidió que, en vista de los informes del espionaje militar basados en la información interceptada al Eje, el apoyo a Mihailovicć debía condicionarse a su abandono de la cooperación con los italianos y al comienzo de una resistencia activa. Mientras, el respaldo a los partisanos debía redoblarse.
Las promesas de aumentar las operaciones de sabotaje de Mihailović a finales de agosto de 1943 apenas se tradujeron en resultados reales, para disgusto de Bailey. Por entonces, tanto los oficiales de enlace con Tito como la interceptación de comunicaciones alemanas confirmaron la colaboración de fuerzas chetniks con los alemanes. A pesar de la imposibilidad de forzar a Mihailović a actuar y de la acumulación de las pruebas de su colaboración con italianos y alemanes contra los partisanos, las instituciones británicas continuaban dudando entre seguir apoyando exclusivamente a Mihailović o repartir su ayuda entre este y Tito. En parte, la división de opiniones se debía a que algunas de las organizaciones que decidían la actitud británica en Yugoslavia (en SOE y el Ministerio de Exteriores) no recibían información de las transmisiones enemigas interceptadas.

### Abandono de Mihailović en favor de Tito
Las victorias aliadas en el Mediterráneo otorgaron importancia a la insurgencia yugoslava y se enviaron nuevas misiones de enlace con oficiales de alto rango a chetniks y partisanos; el general de brigada C. D. Armstrong pasó a encabezar la misión de enlace con Mihailović el 25 de septiembre de 1943. Tras seis semanas de renovada actividad contra los ocupantes en Sandžak y Bosnia oriental, la necesidad de abandonar parte de los territorios tomados a los italianos rendidos —por consejo de Armstrong, que tenía instrucciones de tratar de evitar los choques entre Tito y Mihailović— a las fuerzas de Tito que atacaban volvió a sumir a Mihailović en la inactividad. A la vez, los informes de las misiones con los partisanos seguían indicando la efectividad de estas fuerzas frente a las de Mihailović y se acumulaban las pruebas de colaboracionismo de numerosos lugartenientes de este con los italianos. Esta situación y la dificultad de fomentar los ataques chetniks a los alemanes llevaron a una nueva evaluación de la política británica en Yugoslavia en noviembre. Durante septiembre y octubre, tras la rendición italiana, nuevamente las principales acciones contra los alemanes y sus aliados habían provenido de los partisanos, no de los chetniks; a finales de octubre, Churchill recibió el acuerdo de uno de los principales comandantes chetniks en Serbia, Lukacevik, y los alemanes. La negativa de Mihailović a romper con los comandantes colaboracionistas en Montenegro y Dalmacia, su renuencia a atacar a los alemanes, la imposibilidad de un entendimiento con los partisanos y su cercanía al Gobierno de Nedić llevaron a los británicos a concluir que era necesario su relevo, al considerársele incapaz de dirigir una resistencia unificada. A finales de 1943, una última operación de sabotaje encargada por el mando británico volvió a no llevarse a cabo. La operación, así como la importancia que se otorgó al informe de Maclean de noviembre, se debieron a la necesidad de justificar ante la opinión pública y los demás Gobiernos aliados la decisión de traspasar el apoyo a Tito y abandonar a Mihailović ante la imposibilidad de revelar las fuentes secretas de la información militar. Mihailović solicitó entonces la mediación británica para poner fin a la guerra civil, pero Londres rechazó la propuesta, que consideró tardía. El informe del 6 de noviembre de Fitzroy Maclean aceleró el proceso de abandono de Mihailović; Maclean antiguo diplomático y diputado conservador, aconsejaba un respaldo decidido a Tito y el abandono de Mihailović. A finales de noviembre y por recomendación de varios departamentos, se detuvo el envío de material a los chetniks. Convencidos de que la única posibilidad de que se mantuviese la monarquía el Yugoslavia era que el rey alcanzase un acuerdo con Tito, Eden y Churchill trataron de que destituyese a Mihailović de sus cargos. En Teherán, Churchill comunicó su decisión de abandonar a Mihailović, noticia que sorprendió a Stalin.
Los planes de Mihailović se basaban en una premisa irreal: un desembarco a gran escala anglo-estadounidense en los Balcanes. Esta posibilidad se propuso en mayo de 1943, pero fue rechazada porque para ello se debían cumplir diversas condiciones: la entrada de Turquía en la guerra, el retraso del desembarco de Normandía, el desvío de material de desembarco y fuerzas a los Balcanes, la imposibilidad alemana de defender simultáneamente los Balcanes e Italia y el beneplácito del alto mando aliado; ninguna de ellas se cumplió y el plan fue finalmente rechazado en la conferencia de Washington de mayo. Las únicas acciones que se aprobaron durante el verano para los Balcanes eran secundarias respecto a las operaciones en Italia y únicamente contemplaban el aprovisionamiento de las guerrillas y los bombardeos desde las bases italianas. La posibilidad de atacar en el Adriático norte, sugerida por Churchill a Stalin en la conferencia de Teherán de finales de año, quedó en nada.
En enero de 1944, los oficiales de enlace en territorio chetnik recibieron la decisión, respaldada por el Foreign Office, el Comité de Defensa de Oriente Próximo y el Mando Supremo aliado en el Mediterráneo, de suspender los envíos de material a Mihailović por su incapacidad de enfrentarse a los alemanes y haber permitido la colaboración de sus subordinados con el enemigo. En febrero de 1944, se comunicó la decisión al Gobierno yugoslavo y al propio Mihailović. Mihailović cooperó sin reservas en la evacuación de los oficiales de enlace, que abandonaron su territorio a finales de mayo. Una misión estadounidense, por su parte, estuvo en territorio chetnik de finales de agosto hasta noviembre, dirigida por el teniente coronel Robert MacDowell. El Gobierno en el exilio se opuso con decisión pero sin resultados a la retirada del apoyo a Mihailović.
Los intentos británicos de perpetuar la monarquía mediante acuerdo entre el rey y Tito fracasaron y la llegada del Ejército soviético a la región aseguró tanto la victoria final de este como la exclusión de las potencias occidentales de la región.

## Posguerra
Tras la Segunda Guerra Mundial, los chetniks que lograron escapar y otros emigrantes nacionalistas serbios formaron asociaciones nacionalistas en países como los EE. UU., Reino Unido y Australia y continuaron glorificando la ideología e iconografía chetnik, que era ilegal durante el período socialista de Yugoslavia ya que apoya la idea de una Gran Serbia a costa de los territorios de Bosnia-Herzegovina, Croacia y por supuesto Montenegro (aunque con los croatas existía la posibilidad de una alianza estratégica de cara a una lucha contra grupos no serbocroatas y cristianos especialmente bosníacos, albaneses musulmanes, incluso gitanos y rutenos, magiares, latinos, rumanos e italianos) en un claro matiz racista y étnico excluyente. En Yugoslavia, la historiografía oficial calificaba a los chetniks de traidores y nacionalistas reaccionarios, equivalentes a los ustachas en su colaboración con las potencias ocupantes.
Blagoje Jovović fue un serbio de Montenegro que participó en la Segunda Guerra Mundial en Yugoslavia que se unió más tarde del movimiento Chetnik. Se le atribuye haber herido de muerte al caudillo croata Ustaša quien encabezó el Estado Independiente de Croacia, títere nazi, Ante Pavelić.
El movimiento chetnik de Mihailović ha sido muy controvertido históricamente. Sus partidarios sostienen que el abandono aliado se debió en realidad no a la pasividad y colaboracionismo de sus unidades, sino a la información amañada que ciertos espías comunistas entregaron al Gobierno británico, que distorsionaron la situación en Yugoslavia a favor de los partisanos. Otros autores sostienen, por el contrario, que la decisión de traspasar el apoyo aliado de Mihailović a Tito no se debió a estos informes modificados, sino a la información enemiga obtenida a través de Ultra. Hasta la década de 1970, la mayoría de las obras sobre la época —fundamentalmente memorias— defendieron las acciones británicas por razones militares y el colaboracionismo de las fuerzas de Mihailović con el Eje (especialmente con Italia). Las obras aparecidas en esa década, ya con acceso fuentes primarias, confirmaron esencialmente las conclusiones anteriores. Tras la muerte de Tito, las posiciones revisionistas han ganado fuerza, pero la polémica continúa.
A finales de la década de 1980, Slobodan Milošević llegó al poder en Serbia y se comenzó la rehabilitación revisionista de los chetniks, que se aceleró con su caída en octubre de 2000. Se acabó la prohibición que pesaba sobre su literatura y símbolos. Aparecieron nuevos partidos de oposición que defendían abiertamente el papel de los chetniks durante la Segunda Guerra Mundial y decían que la historia oficial había sido falseada. Con la guerra civil yugoslava, algunos sectores nacionalistas revivieron la figura de Mihailović y sus seguidores y en 1992 se le dedicó una estatua en Ravna Gora. El Movimiento del Renacimiento Serbio respaldaba la rehabilitación.
En diciembre de 2004, las Cortes serbias aprobaron una ley sobre veteranos de guerra que incluyó a las fuerzas de Mihailović, al mismo nivel que los partisanos de Tito, como fuerzas antifascistas. Una exposición en el museo militar en el 2010 presentaba sus fuerzas exclusivamente como parte de la resistencia, ignorando su colaboración con las fuerzas del Eje, imagen que reflejan los libros de texto de la república. Después de la aprobación de la ley de 2004, se solicitó la rehabilitación formal de Mihailović y la anulación de su condena de 1946. En 2012 el Tribunal Supremo serbio aún no se había pronunciado sobre la anulación del juicio, aunque la petición había causado gran revuelo, tanto en la propia Serbia, como en otros países exyugoslavos. Monárquicos, conservadores y nacionalistas respaldan la rehabilitación de Mihailović y la anulación póstuma del juicio que lo condenó. A diferencia de Serbia, en otras repúblicas exyugoslavas Mihailović y su movimiento sigue considerándose traidor, criminal y perpetrador de genocidio. En la propia Serbia, las posiciones están divididas entre los partidarios de la rehabilitación y los que se oponen a ella.
En marzo de 1948, en plena Guerra Fría y ya a título póstumo, el presidente estadounidense Harry Truman otorgó a Mihailović la Legión al Mérito por su papel en el rescate de pilotos estadounidenses en 1944. Poco después y con el estallido de las desavenencias entre Stalin y Tito, las autoridades estadounidenses decidieron mantener en secreto la condecoración hasta 1967. Le fue entregada a su hija en 2005 por veteranos estadounidenses, acción que causó revuelo en las diversas comunidades exyugoslavas.
Políticos como Vuk Drašković y Vojislav Šešelj organizaron unidades paramilitares que demandaban la utilización de la fuerza por parte de los serbios, para resolver las tensiones nacionalistas en Yugoslavia y asegurar que los territorios habitados por serbios en las otras repúblicas yugoslavas permaneciaran unidos a Serbia. Durante las guerras yugoslavas que se desarrollaron después, muchas unidades paramilitares y militares serbias se autodenominaron chetniks, y los croatas y bosnios utilizaron la palabra para referirse a cualquier unidad armada serbia, tanto de carácter regular como paramilitar.